# 닥터 후의 역사
닥터 후는 영국 BBC에서 제작하여 세계에서 가장 오랫동안 방영되고 있는 SF 드라마 시리즈로, 1963년부터 1964년까지 BBC 텔레비전 채널에서, 1964년부터 1989년까지 BBC1에서 정규 시즌으로 편성되어 방영되었다. 1996년 유니버설 픽처스와 20세기 폭스 텔레비전이 공동 제작한 TV 영화가 1996년 미국 폭스 네트워크를 통해 방송되었다. 이후 2005년부터 BBC One에서 정규 시즌이 다시 부활해 방영을 개시하면서 오늘날까지 이어지고 있다.
1963년부터 1989년까지의 방영분을 클래식 시즌 (올드 시즌)이라 부르며, 2005년부터 지금까지의 방영분을 부활 시리즈 (뉴 시즌)이라 부른다. 두 시기가 다른 명칭으로 구분되면서도 작중 줄거리와 설정, 주인공 닥터를 비롯한 등장인물들은 그대로 유지되고 있으며, 중간의 휴방기에도 상술한 TV 영화, 소설판이나 오디오극 등의 다른 매체를 통한 신작 공개와 팬덤 유지가 이어졌기에 60년이 넘는 역사를 이어온 것으로 여겨진다.

## 기원

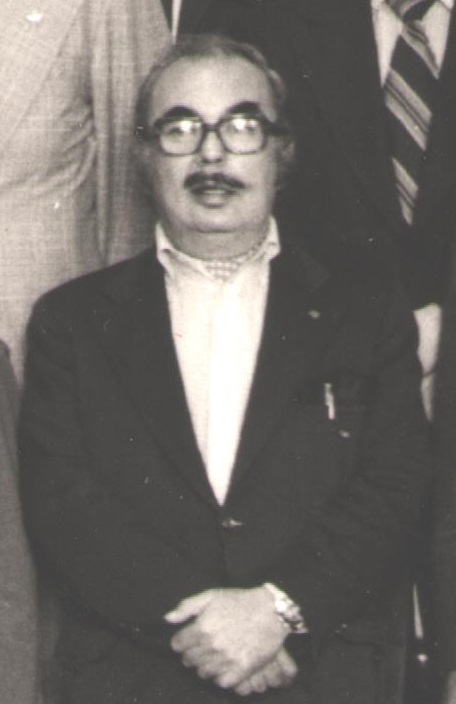
1963년 닥터 후 첫 기획 당시 여러 설정을 떠올려 드라마 토대에 기여한 시드니 뉴먼 BBC 국장

### 시드니 뉴먼과 SF 드라마의 기획
1962년 3월, BBC 텔레비전의 프로그램 편성국장 보조 및 고문으로 재직중이던 에릭 매슈비츠 (Eric Maschwitz)는 각본국장 도널드 윌슨에게 해당 부서 조사팀에게 BBC의 SF 드라마 신규 제작 방영에 관한 타당성 여부를 조사 보고할 것을 지시했다. 보고서 작성에는 앨리스 프릭과 도널드 불이 참여하였으며, 그 다음달 윌슨 보조고문과 매슈비츠 각본부장, 도널드 베이버스토크 BBC 프로그램 편성국장 보조원은 보고서를 검토한 후 긍정적인 평을 내렸다. 이어서 해당 프로그램 형식에 대한 구체적인 아이디어를 서술한 후속 보고서를 의뢰, 앨리스 프릭과 존 브레이본이 함께 작성하여 그해 7월에 상부에 보고됐다. 이 보고서에는 특별히 기획할 가치가 있는 아이템으로 시간 여행을 다룬 드라마를 추천하고 있다.
1962년 12월에는 캐나다 태생의 시드니 뉴먼이 BBC 텔레비전의 새 드라마국장으로 임명됐다. 뉴먼 국장은 공상과학 드라마의 팬으로 ABC 위켄드 TV와 CBC 텔레비전에 근무하면서 비슷한 부류의 작품들의 감독지휘를 맡은 바 있었다. 1963년 3월, 시드니 뉴먼은 프로그램 편성국장으로 승진한 베이버스토크로부터 토요일 저녁시간대 방송시간 중에서 스포츠 하이라이트 프로그램 <그랜드스탠드>와 가요 프로그램 <주크 박스 주리> 사이 시간대가 빈다는 사실을 알게 되었다. 이론상 이 시간대에 편성된 프로그램은 이전부터 그 시간대에 즐겨 시청하는 어린이 시청자, <주크 박스 주리>를 시청하는 청소년 시청자, <그랜드스탠드>를 시청하는 성인 스포츠 팬 시청자를 모두 끌어모을 수 있는 기회를 지니게 된 것이었다. 뉴먼 국장은 SF 드라마가 해당 시간대를 메운다면 완벽할 것이라는 판단 하에, 기존의 각본국에서 내놓았던 보고서를 적극 취하여, 도널드 윌슨, 존 브레이본, 앨리스 프릭을 비롯해 BBC 작가 C. E. 웨버와 함께 브레인스토밍 회의에 들어갔다.

### 기획안 작성
1963년 3월 29일 C. E. 웨버가 작성한 첫번째 기획안에서는 <트러블슈터> (The Troubleshooters, 가제)라는 작품을 제안하고 있는데, 현대 지구에 살고 있는 인간들이 되풀이되는 적과 끊임없이 충돌한다는 이야기를 다루고 있다. 이후 뉴먼 극장이 외관보다 내부가 더 큰 타임머신과 정체를 알 수 없는 주인공 '닥터 후' (Dr. Who)라는 두가지 아이디어를 떠올리고, 해당 설정을 바탕으로 한 교육 시리즈를 혼자서 고안해 냈다. 여기서 주인공의 이름을 따서 드라마 제목으로 삼은 것도 뉴먼 국장이라는 추측이 지배적이나, 1971년 도널드 윌슨은 한 인터뷰에서 자신이 드라마 제목을 지었고, 뉴먼 국장에게 그 제목을 제시했더니 별다른 이의제기 없이 채택되었다고 주장했다.
C. E. 웨버가 두번째로 작성한 기획안에는 지금의 닥터후에 해당되는 작품을 처음으로 다뤘다. 이 기획안에는 기억 상실증에 걸려 "시공간에서 길을 잃은 연약한 노인"을 주인공으로, "시간과 공간과 물질을 통틀어 여행"할 수 있게 만드는 타임머신을 따라가는 내용의 작품이 기획됐다. 주인공 닥터의 성격은 "의심스럽고 갑작스럽게 악의를 일으킬 수 있는" 것으로 묘사됐으며, 다른 조연 등장인물들을 싫어하고 과학적 진보를 멀리하며, 시간에 개입하고 미래를 파괴하는 비밀 임무를 지닌 것으로 설정됐다. 또 닥터의 타임머신은 "미심쩍고" 눈에 보이지 않는 것으로 묘사됐다. 기획안을 읽어본 뉴먼 극장은 드라마의 주인공이 "반동적인" 인물보다는 "과학과 응용과 이론을 밥 먹듯이 자연스럽게 받아들이는 아버지의 모습"이 되기를 원했기 때문에, 웨버가 설정한 주인공의 묘사를 받아들이지 않았다. 또 타임머신이 눈에 보이지 않는다는 아이디어는 "실체적인 상징"이 필요하다며 싫어했으나, 타임머신이 미심쩍다는 묘사에는 매우 마음에 들어했다. 웨버는 닥터 후의 정체성을 발전시킬 스토리에 대해서도 방안을 제시하였는데, 베들레헴을 무대로 한 크리스마스 이야기를 소개하여, 닥터 후를 아서왕 이야기의 멀린이나 크리스마스 캐럴의 제이콥 말리처럼 설정하고, 닥터 후의 아내가 신데렐라의 대모처럼 시공간을 건너 남편을 뒤쫓는다는 이야기였다. 그러나 뉴먼 국장은 그런 방향성에는 관심이 없었다. 뉴먼 국장은 웨버의 방안에 대해 "이건 별로 마음에 들지 않는다 - 바보 같으면서도 잘난 척하는 느낌이다. 본 드라마는 사실 기반의 물질적 과학적 현상, 과거와 현재의 실질적 사회사에 기반하여 뻗어나가고 있는데, 그러한 교육적 경험을 가르치는 토대를 넘어서지 못하고 있다"고 평했다.
이후 1963년 6월 16일 도널드 윌슨, C. E. 웨버, 시드니 뉴먼이 공동 작성한 최종 기획안에는 드라마 형식에 관한 세부사항이 고루 담겼다. 우선 닥터 후의 나이는 "650세"이며, 성격과 관련해서는 "희멀건 푸른 눈에, 당황하여 계속 주위를 두리번거리고, 때때로 지구의 친구들을 어떤 음모의 일부로 의심하면서, 얼굴에 완전한 악의가 드리워진 표정을 짓는다"고 소개한다. 또한 "본인이 어디서 왔는지는 기억하지 못하는 듯 하나, 은하계 전쟁에 참여했던 전력과 더불어, 왜곡된 기억의 섬광을 통해 여전히 정체가 밝혀지지 않은 적의 추적을 두려워하고 있음이 드러난다"고 밝히고 있다. 닥터의 우주선은 "경찰 전화 박스 [...] 하지만 그 안에 들어간 순간 누구나 거대한 전자장치 내부에 들어와 있단 것을 알게 된다. 인상적인 모습을 갖췄지만, 서기 5733년 고향 은하계에서 탈출할 때 훔쳐온 낡아빠진 모델로서, 성능도 불확실하고, 무엇보다도 어떻게 작동해야 하는지 잘 모르기 때문에 시행착오를 통해 배우고 있다"고 소개한다.

### 제작 개시

버나드 로지가 디자인한 1963년 타이틀 시퀀스의 닥터 후 로고

기획안이 채택된 1963년 말, 드라마 제작은 프로듀서 렉스 터커의 임시 담당을 거쳐, 프로듀서 베리티 램버트와 스토리에디터 데이비드 휘태커의 손에 넘겨져 총괄 기획을 맡게 되었다. 베리티 램버트가 당시 BBC 유일의 여성 프로듀서로서 경험이 부족하다는 우려가 제기되자, 비교적 경험이 풍부한 머빈 핀필드 감독을 보조프로듀서로 임명하였다. 여기에 호주 출신의 BBC 전속작가 앤서니 코번이 웨버가 준비한 초안을 바탕으로 첫번째 에피소드의 각본 집필에 나서기 시작하였다.
교육용 드라마로 기획된 이상, 주인공 닥터의 타임머신은 특정 에피소드의 배경에 알맞는 어떤 개체의 형태 (고대 그리스의 기둥, 이집트의 석관 등)를 취한다는 설정이었다. 그러나 드라마 예산을 고려한 결과 각 에피소드마다 타임머신의 외형을 매번 바꾸는 데 엄청나게 많은 예산이 소요된다는 사실이 밝혀진다. 이 때문에 원래 설정을 바꿔 타임머신의 '카멜레온 회로'가 오작동하여, 1960년대 영국 경찰박스로 외관이 고정됐다는 설정으로 나아가게 되었다.
시리즈의 테마곡은 영화와 TV 프로그램의 작곡가로 활동하던 론 그레이너가 BBC 라디오포닉 워크숍과 공동으로 제작했다. 그레이너가 작곡한 주제곡을 바탕으로 실제 연주와 편집에 들어갔던 사람은 워크숍 소속의 델리아 더비셔로, 일련의 테이프 레코더를 사용하여 기본 음원에 구형파, 사인파 발진기로 만든 개별 사운드를 힘들게 자르고 붙이는 작업을 거쳐 지금의 테마곡을 완성시켰다고 한다. 당시 결과물을 들어본 그레이너가 깜짝 놀라 "이게 제가 작곡한 거라고요?"라 물어보니, 더비셔는 거의 그렇다고 대답했다는 일화가 전해지고 있다. 다만 더비셔는 워크숍 작업자의 익명 유지를 원했던 BBC 측의 결정으로 공동 작곡가 기재나 로열티의 절반은 보장받지 못했다고 한다. 오프닝에 해당되는 타이틀 시퀀스는 그래픽 디자이너 버나드 로지 (Bernard Lodge)가 디자인했으며, 전자 효과 전문가 노먼 테일러 (Norman Taylor)가 구현해 만들었다.

## 1960년대

### 1대 닥터 (1963년~1966년)

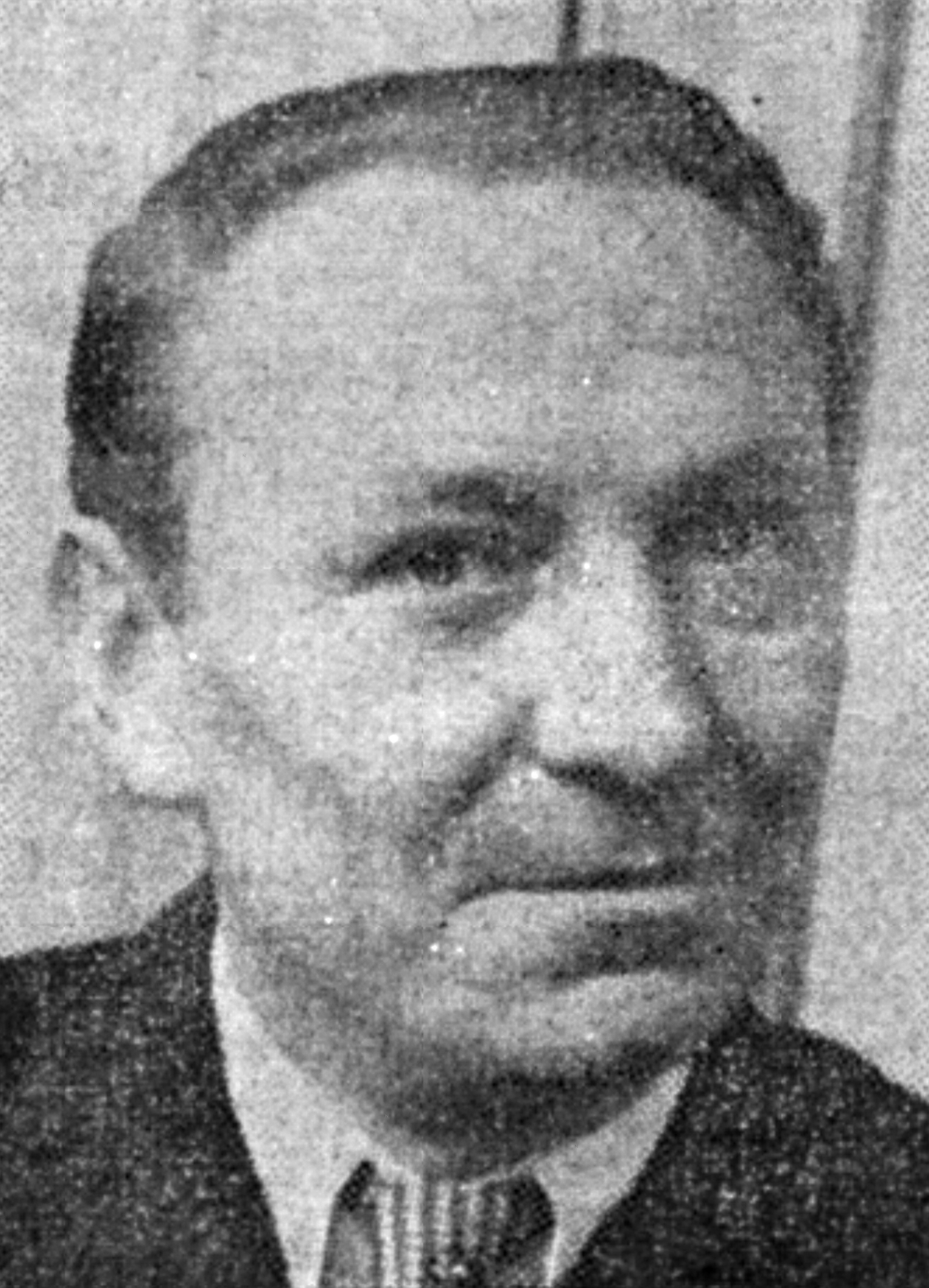
1대 닥터 역의 윌리엄 허트넬

시즌 1 감독을 맡은 워리스 후세인과 프로듀서 베리티 램버트는 주인공 닥터 역의 캐스팅에 나섰다. 처음에는 배우 휴 데이비드와 제프리 베일든에게 출연을 제의하였으나 두 사람 모두 거절하자 이번에는 캐릭터 배우로 유명한 윌리엄 하트넬을 설득해 섭외에 성동했다. 당시 윌리엄 하트넬은 여러 영화에서 육군 하사와 거친 캐릭터를 연기하는 것으로 대중들에게 알려졌다. 다만 베리티 램버트가 하트넬을 출연시킬 결심을 하게 된 것은 <디스 스포팅 라이프> 극장판에서 럭비 리그 스카우트로 출연해 세심한 연기를 펼친 것에 깊은 인상을 받아서였다고 한다.
닥터의 동행자로 손녀 수전 포어맨 (캐럴 앤 포드 분)이 같이 다닌다는 설정도 추가되었다. 원래 수전 포어맨은 단순한 여행 동반자로 설정되었으나, 닥터와 별다른 관련이 없다면 두 사람 간의 관계가 저하될 것을 우려한 앤서니 코번이 수전 포어맨에게 닥터와 가족 관계라는 설정을 덧붙이게 되었다. 두 사람과 더불어 20세기 영국의 학교 선생님인 바바라 라이트 (재클린 힐 분)와 이언 체스터턴 (윌리엄 러셀 분)이 첫번째 에피소드에서 합류하는 것으로 정해졌다. 이들 네 등장인물이 시즌 1의 주연 라인업으로 고정되었으나, 그 이후 시즌부터는 시간이 흐르면서 동행자들이 집으로 돌아가거나, 방문한 곳에서 새로운 동기를 발견하고 그곳에 머물기를 탁핸다거나, 심지어는 죽음을 당하면서 주연 등장인물의 라인업에 정기적인 변화가 생기게 되었다. 닥터는 항상 곧바로 새 동행자를 찾아 타디스에 들였기 때문에, 이러한 '동행자'들을 통해 집에서 보는 시청자들의 시점을 끌어들이고, 질문을 던지고, 문제에 빠지기도 하면서 이야기를 확장해 나가는 요소로 적용시켰다.
시즌 1의 첫번째 에피소드인 "An Unearthly Child" (초자연적인 아이)는 촬영과정에서 빚어진 기술적 문제와 제작진의 실수로 인해 재녹화가 결정되었으며, 기존 제작분은 파일럿 에피소드로 취급되어 방영되지 않았다. 두번째 촬영에 앞서 의상, 효과, 연기, 각본 등 여러 부분에서 변경이 이뤄졌으며, 이에 따라 파일럿 에피소드에 담겼던 좀 더 냉정한 모습의 닥터라든지, 수잔이 종이에 잉크를 튀기고 접어서 대칭 문양을 만든 다음 문양 위의 모양을 끄집어내는 알 수 없는 행동을 하는 연출 등이 재녹화본에서는 빠지게 되었다. "An Unearthly Child" 편의 제1화는 1963년 11월 23일 오후 5시 15분 BBC 텔레비전을 통해 방영되었으나, 일부 지역에서 정전으로 방송이 불발된 것과 더불어 방영 전날 미국에서 존 F. 케네디 암살 사건이 벌어지는 바람에 시청자들의 반응이 저조했다. 이 때문에 그 다음 주 제2화 방영 직전에 지난 방영분을 재방송하기도 하였다.

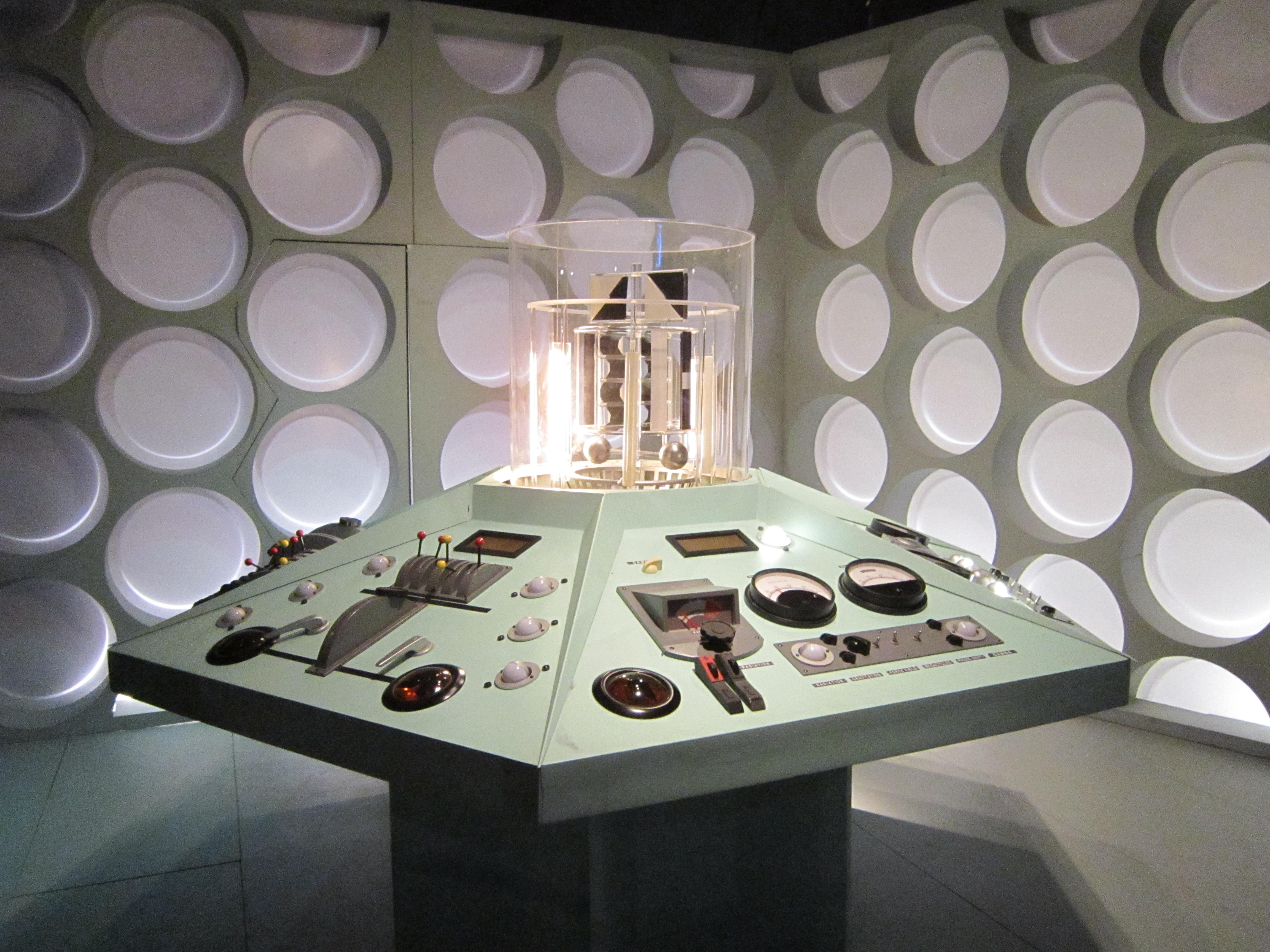
1대 닥터부터 쓰인 타디스의 내부 세트장

닥터 후가 본격적으로 시청자들의 상상력과 이목을 끌게 된 것은 두번째 편인 "The Daleks" (달렉)이 방영되고 나서부터로, 해당 이야기에서 첫선을 보인 외계 종족 달렉의 인기에 힘입은 것이었다. 작가 테리 네이션과 디자이너 레이먼드 쿠식이 만들어낸 이 외계 종족은 작중 전혀 인간답지 못한 모습을 보여주며 이전에 TV 방송에서 볼 수 없었던 새로운 캐릭터로 자리매김했다. 당시 배리티 램버트는 직속 상관인 도널드 윌슨으로부터 테리 네이션의 각본은 쓰지 말라는 강력한 권고를 받았으나, 다른 이야기의 제작이 준비되어 있지 않음을 핑계삼아 달렉 이야기가 그대로 전파를 타게 되었다는 후문이다. 달렉 종족이 시청자들 사이에서 큰 인기를 끌자, 윌슨은 램버트가 본인보다 이 드라마를 더 잘 알고 있었다고 판단, 더 이상 램버트의 결정에 간섭하지 않기로 한다.
하트넬이 연기한 초대 닥터는 처음에는 자상하거나 동정적인 면모는 보이지 않았다. 본인과 수잔에 대해 단순히 "4차원의 방랑자"라고 칭하며, 악랄하고 거만하고 때론 무자비한 성향도 보이는 인물이었다. 그러나 동행자들과 점점 가까워지면서 할아버지 같은 부드러운 성격이 되었고, (특히 드라마를 시청한 아이들 사이에서) 우상으로 떠올라 큰 인기를 누렸다. 이러한 닥터의 성격 변화는 네번째 편인 "Marco Polo" (마르코 폴로)부터 시작되었는데, 제2화 "The Singing Sands" (노래하는 모래)까지만 하더라도 작중 역할은 미미했으나 이후 방영분부터 몹시 자상한 모습으로 묘사되기 시작했다는 평가다.
시즌 1이 성공리에 방영을 마친 뒤 이듬해 1964년 제작된 시즌 2부터는 데이비드 휘태커가 프로듀서에서 하차하며 드라마 제작에서 일찍이 손을 떼었으나, 각본 집필은  1970년까지 계속하였다. 휘태커의 뒤를 이어 데니스 스푸너가 잠시 프로듀서를 맡았다가 시즌 말에 이르러서 도널드 토시로 교체되었다. 마빈 핀필드 역시 건강악화를 이유로 시즌의 절반 정도는 제작에 참여하지 않았으나 교체되지는 않았다. 그러나 이듬해 1965년 시즌 3이 시작될 무렵, 몇 가지 어려움이 생기기 시작했다. 우선 베리티 램버트가 프로듀서직에서 하차하고 후임으로 존 와일스가 임명되었는데 제작 현장에서 닥터 역의 하트넬과 좋은 관계는 아니었던 것으로 전해진다. 또한 하트넬 본인도 동맥경화 초기 판정을 받는 등의 건강 악화로 대사를 기억하지 못하는 일이 벌어지기 시작했다. 하트넬의 하차를 고민하던 존 와일스와 도널드 토시는 〈The Celestial Toymaker〉 편을 통해 닥터가 잠시 등장하지 않는 연출을 생각해내고, 닥터가 다시 등장할 때면 다른 배우가 연기하도록 처리하기로 했다. 그러나 신임 연재국장 (Head of Serials)으로 임명된 제럴드 세이버리가 나서 하트넬을 교체하지 못하도록 하면서 존 와일스의 계획은 없던 일이 되었다. 존 와일스는 이 밖에도 모든 등장인물이 반드시 멋드러진 BBC 표준영어를 써야 한다는 원칙에 거부감을 갖고, 거칠고 순박한 코크니 억양을 쓰는 동행자를 등장시켜야 한다는 등, 여러 면에서 드라마에 큰 변화를 가하기를 희망하였으나, 머지않아 현 시즌이 끝나면 경질될 것이라는 소식을 듣고는 프로듀서직에서 스스로 물러나게 되었으며 도널드 토시도 원칙에 따라 함께 물러났다.
1966년 시즌 4에 이르러 하트넬의 건강 상태가 본인의 연기에 악영향을 미치고 있는 것이 확실해지고, 닥터 역을 오랫동안 계속할 수 없을 것이란 사실도 분명해졌다. 이 시점에서 제럴드 세이버리도 연재국장에서 물러났으며, 후임으로 숀 서튼이 임명되었는데 드라마가 변화해야 한다는 사실에 공감하던 인물로서, 존 와일스의 뒤를 이어 프로듀서를 맡은 이네스 로이드에게 와일스가 추구했던 대대적인 변화를 실행할 수 있도록 지시한다. 로이드는 하트넬을 찾아가 현 상황에 관해 논의하고, 하트넬도 떠나는 것이 최선이라는 점에 동의했다. 다만 훗날 하트넬은 하차하고 싶지 않았다는 소감을 밝히기도 했다.

### 2대 닥터 (1966년~1969년)

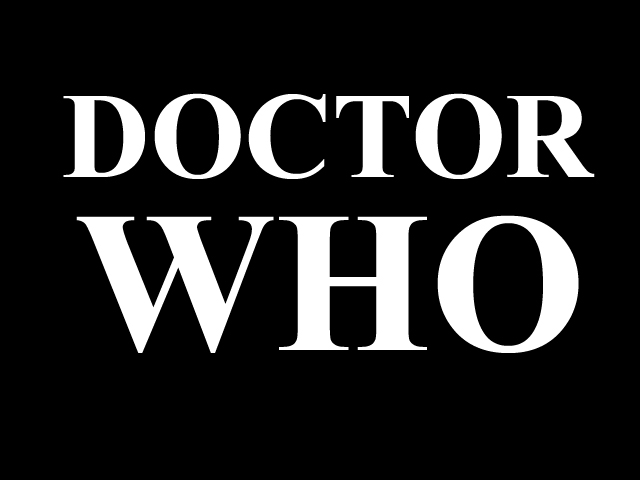
1967년부터 쓰인 닥터 후 로고

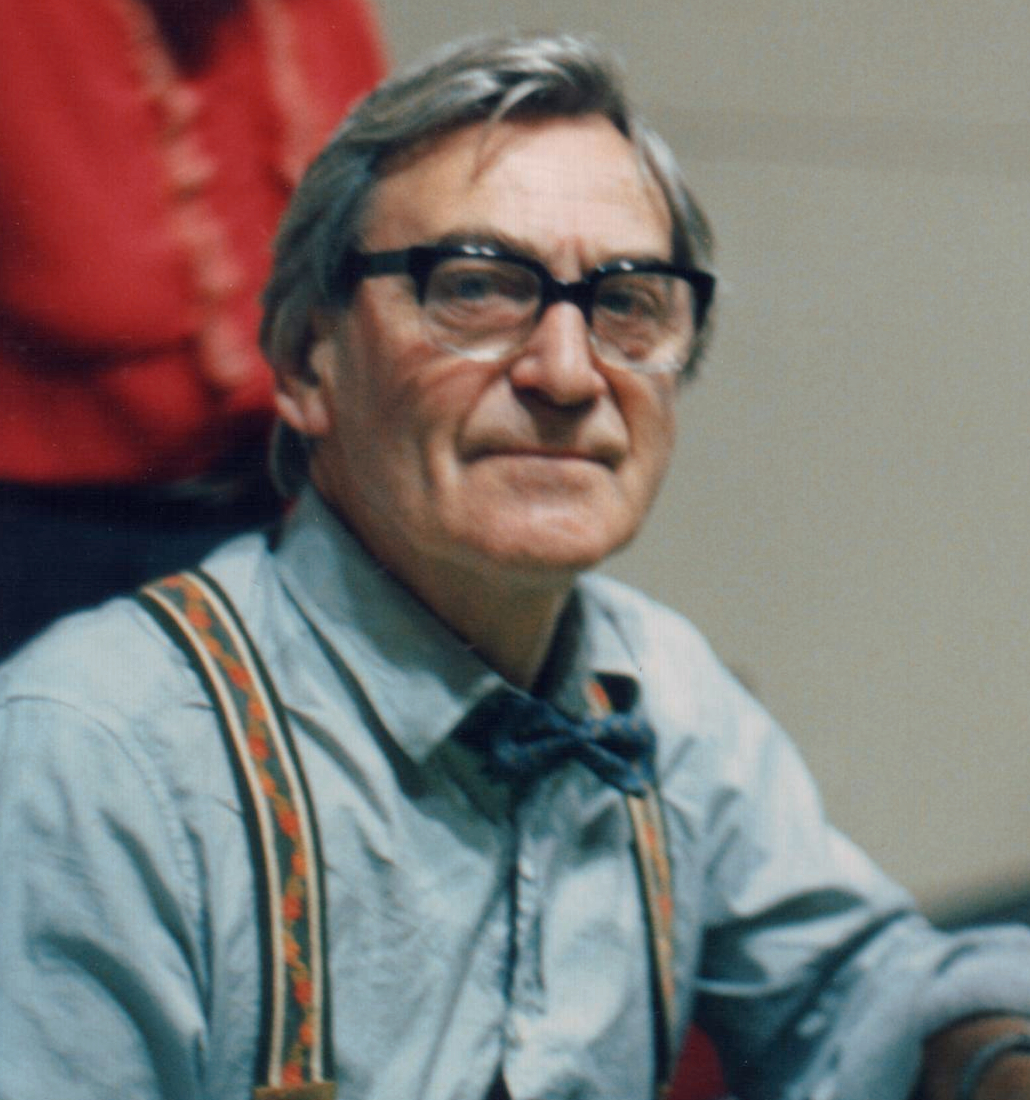
1966년 하트넬의 뒤를 이어 2대 닥터로 출연하게 된 패트릭 트로턴

이네스 로이드와 스토리에디터 게리 데이비스는 1대 닥터의 하차에 관한 흥미로운 연출을 생각해 냈다. 닥터는 외계인이므로 너무 노쇠해지거나 심각하게 다쳐 목숨을 잃을 정도가 되면 스스로의 모습을 바꿀 수 있는 힘을 갖고 있을 것이라는 결론을 내렸다. 처음에 '갱생' (renewal)이라 불리었던 이 설정은 시리즈가 이어지면서 '재생성' (regeneration)이란 표현으로 알려지게 된다.
로이드와 데이비스는 차기 닥터 역에 패트릭 트로턴을 캐스팅하였다. 패트릭 트로턴 1966년 11월에 방영된 시즌 4 제2편 〈The Tenth Planet〉에서 하트넬로부터 배역을 넘겨받으며 드라마에 처음 출연시켰다. 하트넬의 도중하차로 2대 닥터의 첫 시즌이 된 시즌 4에서는 강철종족 사이버맨도 처음 소개하였는데 이후에 닥터와 대결하기 위해 돌아오는 악의 종족으로서 큰 인기를 누렸다.
패트릭 트로턴이 연기한 닥터는 비록 악에 대한 열렬한 증오, 억압받는 자들을 돕고픈 욕망이라는 기존 캐릭터성을 여전히 많이 유지하고는 있지만, 대체로 더 가볍고 웃긴 모습을 보이는 닥터였다. 또 가끔은 더 어두운 면을 보여주고, 선을 향한 대의를 위해서라면 동행자와 주변인들을 조종하기도 하는 (<The Tomb of the Cybermen>, <The Evil of the Daleks>) 인물로 그려진다. 게리 데이비스는 시즌 4 막바지에 이르러 드라마 제작에서 하차하고 후임으로 피터 브라이언트가 임명되었으며, 그로부터 몇달 뒤 이네스 로이드도 하차하면서 브라이언트는 프로듀서가 되었다. 브라이언트가 떠난 스크립트에디터의 후임으로는 빅터 펨버튼이 <The Tomb of the Cyberman> 편만 임시로 맡았다가, 데릭 셔윈이 그 후임으로 다시 임명되었다. 셔윈은 제작 당시 브라이언트와 호흡을 맞추면서 사실상의 공동프로듀서 역할을 하였으나 현재 BBC 측은 공동프로듀서로 인정하지 않고 있다.
패트릭 트로턴은 1969년까지 세 시즌에 걸쳐 닥터로 출연하였으나 결국 정규 시즌 출연이 체력적으로 힘들다는 판단 하에 하차를 결심하였다. 이 시기 닥터 후의 시청률도 대폭 하락세를 보이면서, 신임 스크립트에디터 테런스 딕스는 1969년 시즌 6 방영 이후 드라마 종영을 검토하기도 했다고 회상하였다 (다만 테런스 딕스의 주장에 대해 브라이언트와 셔윈, 데이비드 말로니 감독 등이 부인하였고, 실제로 내부 논의로 종영 위기에 빠진 것도 1970년 시즌 7이 끝나고나서였다는 관련 문헌 검증이 있다). 드라마 제작에 들어가는 예산 역시 점점 더 빠듯해졌는데 닥터가 새로운 곳을 방문할 때마다 색다른 세트장, 의상, 소품 준비에 들어가는 비용이 만만찮았기 때문이었다. 이 때문에 브라이언트와 셔윈은 닥터의 모험이 펼쳐지는 무대를 전부 지구로 설정하고, 닥터는 UNIT (United Nations Intelligence Taskforce, 유엔 기밀 부대)라는 비밀조직의 과학고문이 되어, 외계의 침공으로부터 지구를 수호하는 이야기로 바꿀 것을 검토했다.
이러한 설정은 시즌 6의 〈The Invasion〉 편부터 테스트에 들어갔으며, 패트릭 트로턴의 하차를 위한 2대 닥터의 마지막 이야기도 해당 설정에 맞게 짜여졌다. 닥터가 자신의 종족인 타임 로드들에게 불려가 다른 종족의 사건에 개입한 일로 유죄를 선고받고, 그 벌로 외모가 강제로 변경되고 지구로 추방된다는 것이 바로 그것이었다. 때마침 영국에서 컬러방송이 시작되던 무렵이었기에, 닥터후는 여섯 개의 시즌을 끝으로 흑백 시대를 마감하고 이듬해 1970년 시즌 7부터 컬러로 제작되기 시작하였다.

## 1970년대

### 3대 닥터 (1970년~1974년)

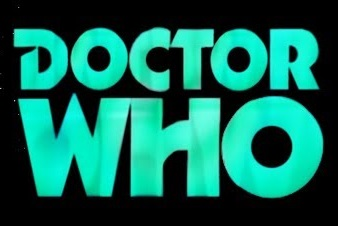
1970년 리뉴얼된 닥터 후 로고

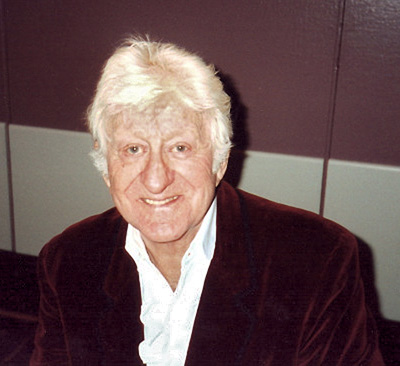
3대 닥터로 캐스팅된 존 퍼트위

데릭 셔윈은 패트릭 트로턴의 뒤를 이을 닥터의 배우로 뮤지컬 영화 《올리버》에 출연한 론 무디를 캐스팅하려 했다. 그러나 배우 본인이 출연을 거절하면서, 셔윈의 후보군에 있던 코미디 배우 존 퍼트위에게 출연 제의를 하였고 퍼트위는 이를 수락하였다. 셔윈은 퍼트위가 본연의 코믹 연기를 많이 발휘해 주기를 희망하였으나, 퍼트위는 코미디언을 넘어서 진지한 드라마 배우로 발돋움하고자 했다. 그 결과 존 퍼트위가 연기한 3대 닥터는 비록 가벼운 분위기를 자아낸 경우도 없잖아 있었지만, 근본적으로는 몹시 진지한 연기를 펼쳤으며 셔윈이 상상했던 것과는 많이 달라지게 되었다. 또 3대 닥터는 행동 지향적인 성격이었으며, 배우 본인이 차량 운전을 즐기는 점을 감안한 프로듀서들의 구상에 따라 여러 가지 탈 것과 함께하는 닥터로 묘사되었다. 작중 3대 닥터가 타고 다니는 것으로는 오토바이와 호버크래프트 '후모빌' (Whomoblie), 빈티지 로드스터 '베시' (Bessie)가 소개된다.
3대 닥터의 첫 시즌인 시즌 7에서 셔윈은 첫번째 스토리인 〈Spearhead from Space〉 편만 담당하고 하차하였다. 해당 시리얼은 닥터 후 최초의 컬러 에피소드였으며, 스튜디오의 노동 쟁의 사태로 인해 모든 화가 필름으로 촬영되었는데 올드 시즌에서 유일한 사례로 남았다. 해당 에피소드 방영 이후 셔윈은 《폴 템플》이란 드라마의 제작을 맡게 되었고, 셔윈의 후임으로는 닥터 후의 정규 감독인 더글라스 캠필드에게 프로듀서직 제의가 이뤄졌으나 본인이 거절하면서 또다른 감독인 베리 레츠가 프로듀서로 임명되었다.
시즌 7은 총 25화로 구성되었는데 상술한 인기 하락에 따른 것으로, 기존의 닥터 후 정규 시즌이 25분 분량의 20화~28화로 구성되었던 것을 소폭 개편한 것이었으며 이는 1980년대 중반까지 유지되었다. 닥터가 지구에 갇혀버렸다는 새로운 이야기 형식은 시청자들의 큰 호응을 불러오면서 드라마 종영 위기를 막을 수 있었으나, 프로듀서 레츠나 스크립트에디터 테런스 딕스는 해당 소재에 별다른 관심을 두지 않았다. 결국 1971년 방영된 시즌 8부터는 닥터가 시공간을 여행할 당위성을 다시금 부여하였으며, 1973년 드라마 10주년 기념 스페셜로 제작된 〈The Three Doctors〉 편을 통해 닥터는 다시 자유의 몸이 되기에 이른다. 해당 스페셜에서는 이전 닥터 배우였던 패트릭 트로턴과 윌리엄 하트넬도 각자의 닥터 역으로 출연한 최초의 멀티 닥터 에피소드였으나, 하트넬의 경우 건강이 좋지 않아 제한적으로 출연하였다.
시즌 8부터 선보인 또다른 혁신 요소로 닥터의 새로운 정적인 마스터가 등장했다는 점이 꼽힌다. 셜록 홈즈의 정적으로 모리어티 교수가 등장하는 것을 연상시키는 이 마스터라는 등장인물은 로저 델가도가 배우를 맡았으며 매우 인기 있는 캐릭터로 부상했다. 그러나 이어지는 두 번의 시즌에서 마스터가 다소 과하게 등장한다는 이야기가 시청자와 제작진 모두에게서 대두되었고, 시즌 11에 이르러서 마스터는 배우 로저 델가도와 제작진의 결심으로, 작중 닥터를 구하기 위한 것인지 아닌지 약간 모호한 사유로 죽음을 맞이할 예정이었다.
그러나 해당 스토리가 제작되기 전에 튀르키예를 방문한 델가도가 교통사고로 사망하였다. 사실상 또 하나의 주연으로 활약해 왔던 만큼, 델가도의 사망은 닥터 역의 존 퍼트위에게 심적으로 중대한 영향을 끼쳤다. 이전에도 닥터의 동행자 조 그랜트 역으로 출연한 케이티 매닝이 하차하고, 드라마를 이끄는 레츠와 딕스 모두 하차할 계획을 세우던 와중이었기에, 존 퍼트위로서는 가족처럼 느끼던 제작진이 해체되어 간다는 인상을 받고 1974년 시즌 11을 마지막으로 하차를 결정하였다. 다만 〈Invasion of the Dinosaurs〉의 DVD 발매 당시 엘리자베스 슬레이든의 인터뷰에 따르면, 퍼트위가 이듬해 한 시즌 더 출연하는 대신 출연료의 대폭 인상을 요구하였으나 거절당하는 바람에 하차하게 되었다는 이야기도 전해지고 있다.

### 4대 닥터 (1974년~1981년)

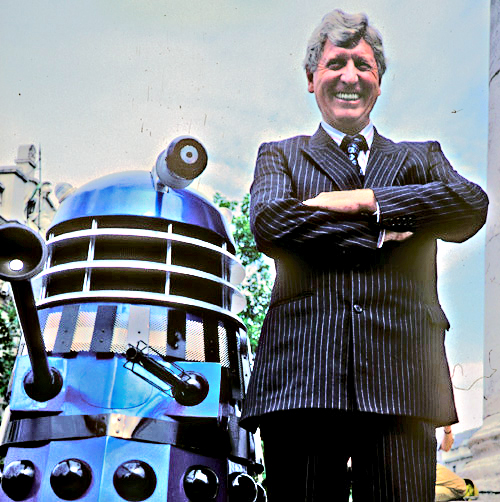
4대 닥터 역의 톰 베이커

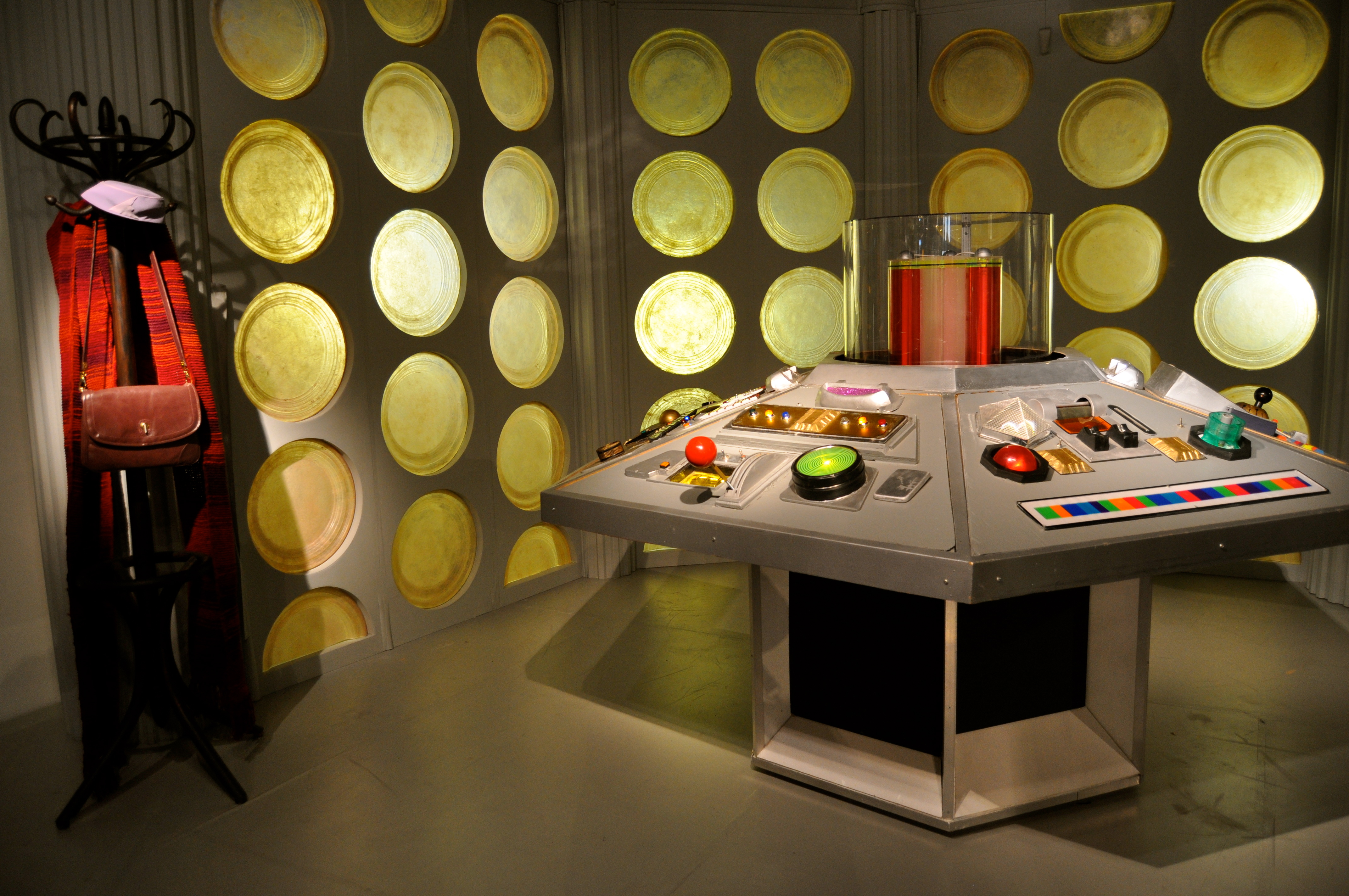
1977년부터 사용된 타디스 내부 세트장

존 퍼트위가 하차한 시즌 11을 끝으로 레츠와 딕스 역시 드라마 제작에서 떠날 예정이었으나, 후임으로 임명된 프로듀서 필립 힌치클리프와 스크립트에디터 로버트 홈스와의 인수인계를 위해, 후대 닥터의 캐스팅에 긴밀히 협력하였다. 레츠는 1960년대 윌리엄 하트넬가 맡은 노인 닥터를 되살리기 위해 나이 많은 배우를 캐스팅할 생각이었으나, 차기 시리얼국장으로 임명된 빌 슬레이터 (Bill Slater)가 톰 베이커를 캐스팅하는 것이 어떻겠냐고 제안했고,  레츠는 오랜 물색 끝에 노인 닥터를 포기하고 슬레이터의 제안을 승낙하였다. 캐스팅 당시 톰 베이커는 겨우 40세의 나이로서 존 퍼트위가 캐스팅될 당시의 나이보다 15세나 어렸고, 레츠가 원래 추구했던 이미지의 배우는 아니었음에도 불구하고, 드라마에서 가장 인기 있고 가장 오래토록 기억되는 닥터 배우로 남게 되었다.
톰 베이커가 맡은 4대 닥터는 무려 7년 동안 연속으로 출연하였으며, 대중적 인기와 높은 시청률을 누렸다. 7년이란 임기는 전임 닥터들은 물론 후임 닥터들도 경신하지 못한 최장기 기록으로 남아 있다. 4대 닥터는 더욱 괴팍한 닥터로서 때로는 열정적이고 배려심 가득한 모습, 떄로는 냉철하고 소외적인 모습을 보이는 성격으로 묘사되었으며, 이러한 양면성은 시청자들로 하여금 닥터는 인간이 아니며 비인간적인 특성을 지니고 있음을 상기시키기 위한 시도로서 톰 베이커 본인이 의도적으로 선택한 요소였다고 전해진다.
4대 닥터의 첫 시즌이자 힌치클리프와 홈스의 제작 체제 하에서의 첫 시즌인 1975년 시즌 12부터 닥터 후는 훨씬 더 어두운 분위기의 드라마로 변모하였다. 당시 힌치클리프와 홈스는 영국의 영화 제작사 해머 필름스에서 제작해 인기를 끌었던 호러 영화 시리즈와 더불어 고딕 소설로부터 큰 영향을 받았다. 힌치클리프-홈스 체제 하에서 닥터 후는 역사상 가장 높은 시청률을 누렸으며, 특히 초반 3년간의 평균 시청률은 다른 제작 체제 하에서의 시청률보다 100만 명 더 높았다는 분석이다. 그러나 이 시기 BBC는 영국 시청자 청취자 협회의 메리 화이트하우스로부터 이 프로그램이 어린이들에게 부적합하며 충격을 줄 수 있다는 항의 서한을 받기도 하였다. 당시 BBC는 프로그램의 수위를 공개적으로 옹호하는 입장이었지만, 1977년 힌치클리프가 성인용 경찰 스릴러 드라마 《타겟》 (Target)의 제작을 위해 닥터 후에서 하차하면서, 그 후임 프로듀서로 임명된 그레이엄 윌리엄스는 드라마의 수위를 낮추라는 상부의 특별 지시를 따르게 되었다.

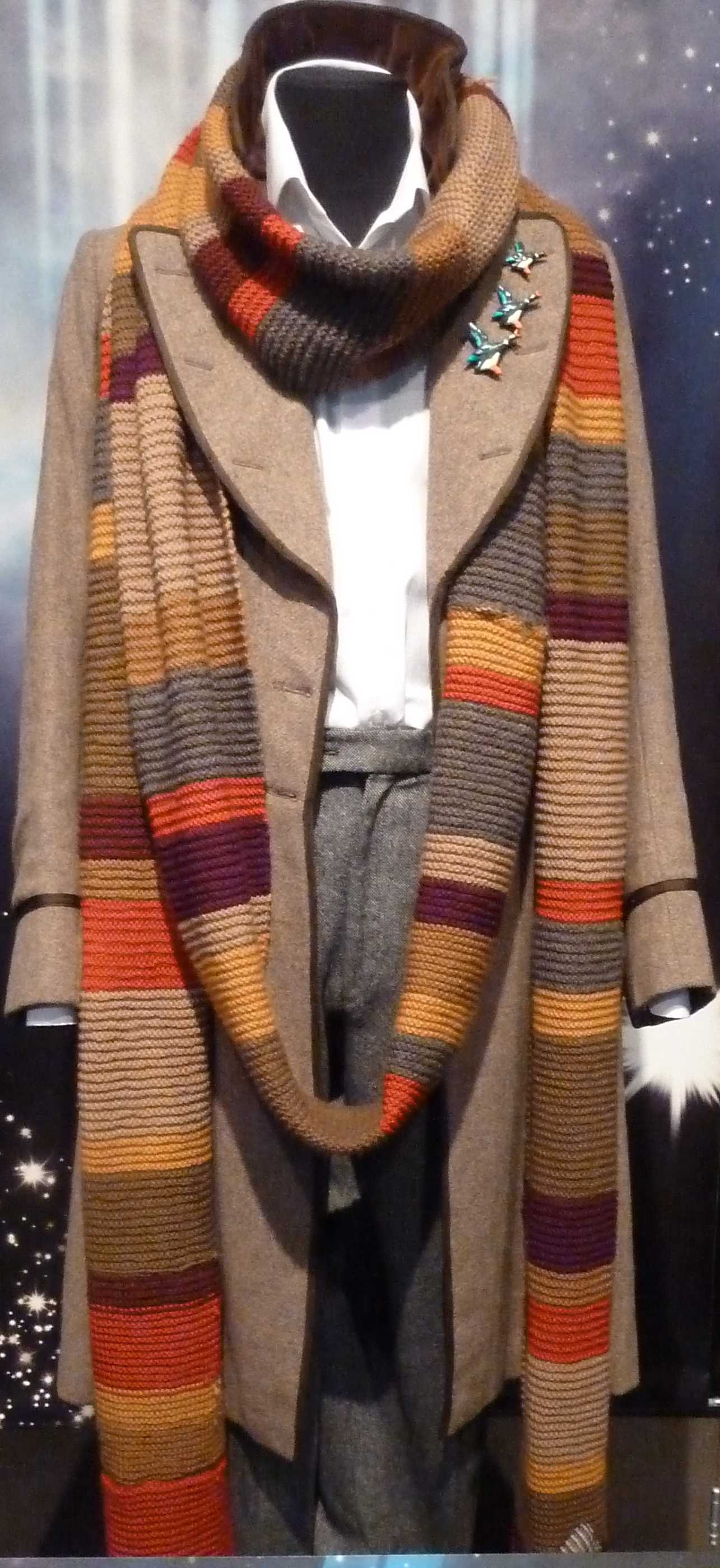
4대 닥터의 의상

그레이엄 윌리엄스의 첫 시즌인 1977년 시즌 15에서는 홈스 역시 잠깐 동안 스크립트에디터직을 내려놓았다가 시즌 종료 이후 드라마에서 하차하였다. 그 후임으로는 윌리엄스와 공동으로 작업했던 앤서니 리드가 임명되었는데, 리드는 기존의 스토리 접근방식에서 폭력성을 덜고 유머를 기반으로 삼으라는 지시를 받았으며 주연 톰 베이커 역시 이를 지지하였다. 이 시기 톰 베이커는 닥터 역에 대한 애착심과 함께, 연기 과정에서 애드리브 대사를 넣자는 의견으로 감독들과 종종 충돌을 빚었다. 이후 리드가 하차하고 1979년 시즌 17의 스크립트 에디터로 더글러스 애덤스가 임명되면서 드라마의 분위기가 한껏 더 가벼워지자 매우 환영하는 모습을 보였다.
1979년 방영된 시즌 17은 경쟁 방송사인 ITV의 파업에 힘입어 높은 시청률을 기록하였으며, 윌리엄스와 애덤스가 각본을 맡은 〈City of Death〉는 총 1600만~1900만 명으로 추산되는 시청자를 끌어모아, 닥터 후 역사상 최고 시청자 기록으로 남아 있다. 다만 이 시즌에서 문제점도 불거졌는데, 감독 앨런 브롬리는 제작 기술상의 어려움과 주연 톰 베이커와의 갈등을 이유로 〈Nightmare of Eden〉 편의 막바지 촬영부터 감독직에서 물러났으며 윌리엄스가 대타로 투입되어 제작을 마무리해야 했다. 여기에 당시 영국 방송업계에 만연해 있던 제작비 상승으로 힌치클리프가 프로듀서를 맡던 시기에 비해 실질적인 예산이 훨씬 더 감소하면서 드라마 제작을 압박하고 있었다. 애덤스 본인이 각본을 맡은 〈Shada〉는 급기야 파업 사태로 촬영 도중에 제작이 중단되어 버리면서 1980년 1월 제20화 방영을 끝으로 시즌이 조기에 마무리되었다.
시즌 17이 끝나면서 윌리엄스와 애덤스 모두 드라마에서 하차하였다. 윌리엄스는 3시즌 제작을 맡은 것으로 충분했고, 애덤스는 자신이 집필한 SF 소설 시리즈 《은하수를 여행하는 히치하이커를 위한 안내서》가 점점 더 인기를 끌면서 그에 집중하겠다는 것이 하차 사유였다. 윌리엄스는 시리즈·시리얼 국장으로 있던 그레이엄 맥도널드에게 후임 프로듀서로 드라마의 제작진 매니저로 있던 존 네이선터너를 추천하였다. 맥도널드 국장은 드라마 제작에 정통한 인물을 임명하자는 원칙에는 동의하였으나 존 네이선터너의 전임으로 있었던 조지 갈라치오를 임명하자는 의견을 제시하였다. 갈라치오는 1977년 닥터 후의 제작에서 물러나 BBC 스코틀랜드 드라마 《더 오메가 팩터》 (The Omega Factor)의 제작을 맡으며 프로듀서로서의 경험을 쌓은 상태였다. 그러나 갈라치오는 프로듀서직 제안을 거절하였고, 맥도널드 국장은 윌리엄스의 제안대로 네이선터너에게 대신 프로듀서직을 제의하였으며, 네이선터너가 이를 수락하면서 신임 프로듀서에 오르게 되었다.

## 1980년대

### 존 네이선터너 시대
네이선터너가 신임 프로듀서로 임명될 당시 BBC 드라마국의 구조조정이 있었는데, 이는 시리즈·시리얼 국장으로서 기존 프로듀서에게 직접적인 지원을 하던 그레이엄 맥도널드의 역할이 불가능해지는 계기로 작용했다. 이에 맥도널드는 베리 레츠를 드라마의 '총괄 프로듀서' (executive producer)로 복귀시켜 네이선터너의 초반 시즌 제작을 담당하도록 했다. 레츠는 이전에도 그레이엄 윌리엄스에게 비공식적으로 조언과 코멘트를 제공한 바 있었다.
프로듀서 네이선터너와 스크립트에디터 크리스토퍼 H. 비드미드는 전임 프로듀서 윌리엄스 체제 하에서 만연했던 유머 요소를 상당수 억제하고, 드라마의 분위기를 더욱 진지한 쪽으로 되돌리고자 했다. 네이선터너는 드라마를 '1980년대로 끌어오자'는 생각에서 타이틀 시퀀스를 바꾸도록 하고, BBC 라디오폰 워크샵에서 제작하던 삽입곡들도 전자 음악풍으로 제작토록 하였으며, 특히 워크샵 소속의 피터 하월에게 드라마 테마곡을 새로 어레인지하도록 하였다. 이 같은 결정에 닥터 역의 톰 베이커와 공동 주연 랄라 워드는 불쾌한 반응을 보였는데, 두 사람 모두 새로운 제작방향을 모색하려는 네이선터너와 견해차를 보이던 차였다.
네이선터너의 드라마 개편안은 1980년 봄에 방송된 시즌 18부터 적용되었다. 당시 경쟁사 ITV에서 미국에서 수입한 드라마 《25세기의 벅 로저스》 (Buck Rogers in the 25th Century)가 상당한 인기를 끌었던 탓에, 시즌 18의 시청자수는 약 500만 명 수준으로 폭락하였다. 톰 베이커 역시 일곱 시즌의 출연을 끝으로 닥터 역에서 물러나기로 결정하였다. 톰 베이커의 하차 소식은 영국 언론에서 대대적으로 보도되었으며, 후대 닥터에는 여성 배우가 캐스팅될 수 있다는 톰 베이커의 발언으로 평론계에서 더욱 큰 관심을 일으켰다. 네이선터너 역시 드라마 홍보를 의식해 여자 닥터설을 당장은 부인하지 않았다.

### 5대 닥터 (1981년~1984년)

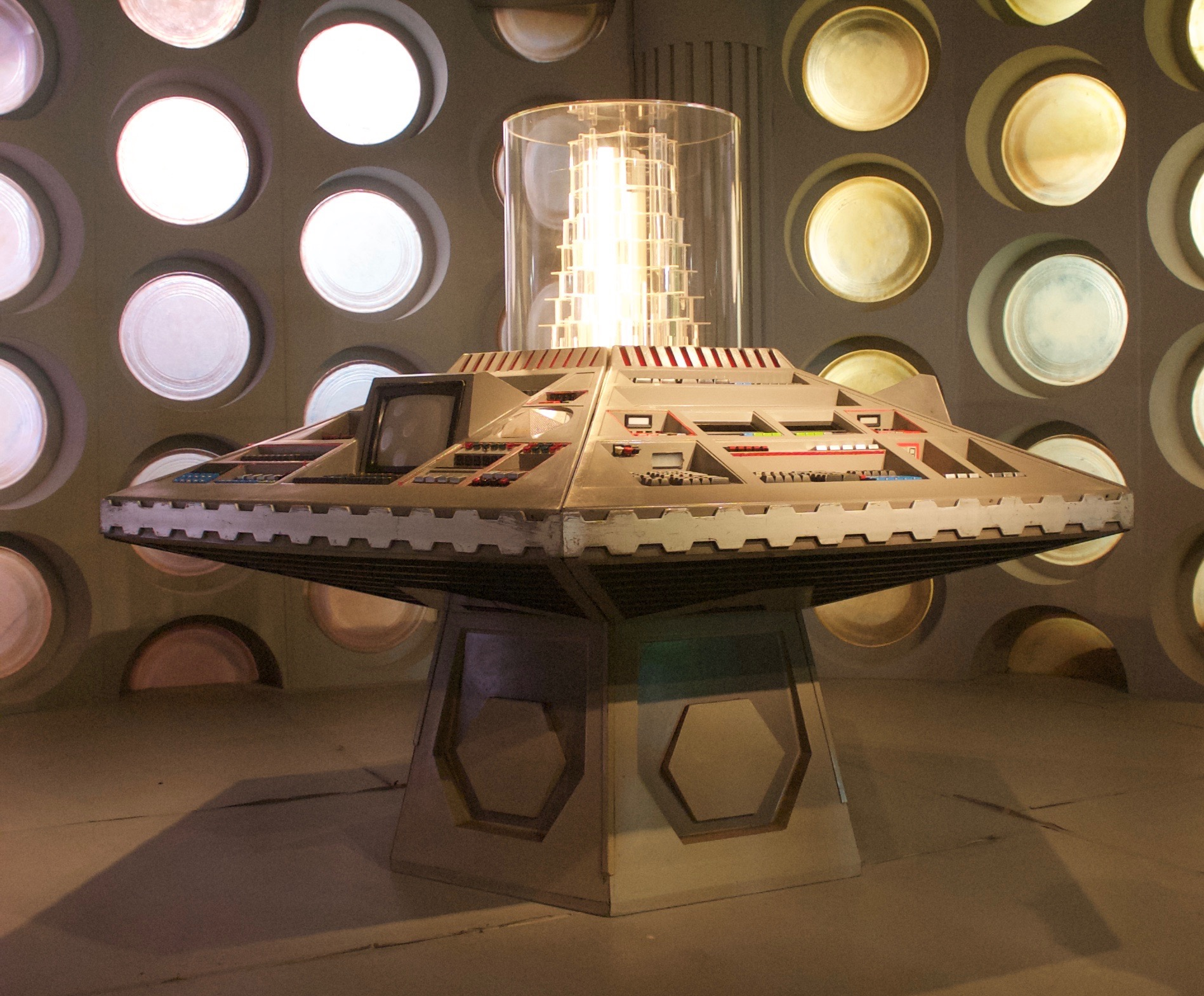
1983년부터 사용된 타디스 콘솔

네이선터너는 톰 베이커의 후임으로 배우 리처드 그리피스를 캐스팅하기로 하였으나 그리피스의 출연이 불가능한 상황으로 밝혀지자 피터 데이비슨을 대신 캐스팅하였다. 피터 데이비슨과는 이전에 인기 드라마 《올 크리쳐스 그레이트 앤드 스몰》에서 함께 작업한 바 있었다. 네이선터너는 톰 베이커보다도 훨씬 어린 나이로서 전임 닥터들과는 몹시 다른 닥터가 될 전망이었는데, 이는 4대 닥터가 이미 대중적인 닥터로 자리잡은 상황에서 비교될 것이 뻔한 상황이었기에, 5대 닥터는 아예 완전히 다른 닥터가 되길 바라는 네이선터너의 바람과 일치하였다. 데이비슨의 5대 닥터는 역대 닥터 중에서 가장 인간적인 닥터이자, 취약한 모습이 두드러지는 닥터로 묘사됐다. 적극적으로 나서기보다는 주변의 상황에 반응하는 성격이었으며, 4대 닥터의 방랑자 같은 모습과는 대조적으로 젊은 도련님 같은 인상을 지니게 되었다.
피터 데이비슨은 1981년 3월 방영된 시즌 18의 마지막 편 〈Logopolis〉에서 새 닥터로 처음 데뷔하였다. 5대 닥터의 정규 시즌이 시작된 것은 그로부터 9달 후, 1982년 1월에 방영된 시즌 19부터였다. 당시 BBC1의 총책임자였던 앨런 하트는 닥터 후의 방영시간대를 가을에서 봄으로 앞당기기로 결정하였다. 이 같은 결정에는 방영 요일 및 회차 수의 변화와도 관련이 있었는데, 지난 18년 동안 매주 토요일 저녁에 방영됐던 것에서 벗어나, 평일에 격주마다 방영하는 것으로 결정했기 때문이었다. 이를 통해 시리즈의 방영 주차를 종전의 26주에서 13주로 단축할 수 있었다. 당시 피터 데이비슨은 BBC 시트콤 《싱크 오어 스윔》 (Sink of Swim)에도 출연하고 있었고, 무엇보다도 차기 시즌까지의 제작기간이 1년에서 9개월로 줄면서 필요한 방영분을 모두 촬영하기에는 시간이 촉박했기 때문이었다.
격주 방영 드라마의 현실성을 판가름하고자 했던 앨런 하트의 실험은 이후 비슷한 방영시간대에 배정되어 영국의 국민 드라마로 등극한 연속극 드라마 《이스트엔더스》의 시작에도 기여하였다. 닥터후에 있어서도 시청자수를 두 배로 늘리는 단기적인 효과를 불러왔는데, 시즌 19의 〈Black Orchid〉 제2부는 수백만 명의 박스권을 벗어나 오랜만에 시청자수 1000만 명을 돌파하였으며, 〈Time-Flight〉 제1부 역시 시청자수 1000만 명을 돌파하였다. 시즌 19는 1980년대 방영분 가운데 유일하게 천만 시청자를 끌어모은 시즌으로 기록되었다.
시즌 19 제작 당시 스크립트에디터를 맡던 비드미드가 하차를 결정함에 따라, 후임으로 앤서니 루트가 임시 스크립트에디터로 나섰다가 에릭 사워드가 다시 임명되어 수년간 스크립트에디터로 남았다. 에릭 사워드와 네이선터너는 이어지는 시즌에서 드라마의 역사 의존도를 높여나갔으며, 닥터의 과거 속 다양한 인물과 적의 귀환을 이끌어냈는데, 1983년 드라마 20주년 기념으로 방영된 90분 분량의 스페셜 〈The Five Doctors〉에서 사상 처음으로 다섯 명의 닥터를 등장시킴으로서 그 정점을 맺었다.
3시즌에 걸쳐 닥터로 출연한 피터 데이비슨은 1984년 시즌 21을 끝으로 닥터 역에서 하차하였다. 당시 데이비슨은 2대 닥터 배우 패트릭 트로턴으로부터 닥터 역은 3년 정도만 하고 물러나라는 조언을 들었고, 시즌 20 출연 당시 각본의 퀄리티에 환멸을 느낀 것이 하차 사유로 작용하였다. 시즌 21에 들어와서는 상황이 나아졌다고 느꼈지만 이미 닥터 역에서 하차한다는 소식이 발표된 이후였기 때문에, 네이선터너는 후임 닥터 배우로 시즌 20의 〈Arc of Infinity〉에 출연했던 콜린 베이커를 캐스팅하였다. 1984년 3월, 5대 닥터의 마지막 이야기로 방영된 〈The Caves of Androzani〉을 통해 콜린 베이커는 6대 닥터로 데뷔하였다.

### 6대 닥터 (1985년~1987년)
1985년 6대 닥터의 첫 정규 시즌으로 방영된 시즌 22는 성공을 거두었다. 앨런 하트는 닥터 후의 에피소드 분량을 두 배로 늘리는 실험에 나섰는데, 그 결과 시즌 구성이 총 26편 (각 25분)에서 총 13편 (각 45분)으로 바뀌게 되었다. 방영 시간대 역시 토요일 저녁으로 복귀하였다. 당시 ITV의 미국 드라마 《A 특공대》가 강력한 경쟁 프로그램으로 부상하였으나, 시즌 22는 평균 시청자수가 700만~800만 명으로 나쁘지 않은 성적을 기록하였다. 그러나 시즌 22 방영 당시 닥터후는 일부 에피소드에 담긴 공포 요소로 인해 또 한번 비판의 대상이 되었다. 다만 4대 닥터 시절 프로듀서 필립 힌치클리프가 의도적으로 드라마의 수위를 높였던 것과는 달리 이번에는 BBC 자체로부터 비롯된 문제였다.
1984년 BBC1 신임 총책임자로 임명된 마이클 그레이드는 닥터후의 팬이 아니었다. 그레이드는 훗날 인터뷰를 통해 사실은 닥터후를 싫어했으며 완전히 종영시키고 싶어했다고 밝혔다. 드라마를 곱게 보지 않는 상부와 더불어 BBC 내부에서도 연이은 대형 기획으로 재정적자에 직면하여 긴축이 필요한 상황이었다. 결국 닥터후의 제작을 일시 중단하고 추후 새 회계 연도에 포함한다는 결정이 발표되어, 닥터후가 종영될 위기에 처했다는 해석으로 이어졌다. 이는 곧 영국의 대중적인 타블로이드지 더 선에서 1면 기사로 대서특필하면서 영국 언론과 대중의 항의로 이어졌는데, 그 강도는 마이클 그레이드와 BBC 경영진의 예상을 훨씬 뛰어넘는 것이었다. 급기야 1985년 3월에는 〈Doctor in Distress〉 (고통받는 닥터)라는 종영 반대 캠페인을 위한 싱글 앨범까지 발매되었다. 이언 레빈과 피아크라 트렌치가 작곡한 이 곡은 니콜라 브라이언트, 니컬라스 코트니, 콜린 베이커 본인을 비롯해 30여명의 중진급 유명인사들이 'Who Cares' (누가 걱정하는가 / 닥터 후를 걱정하다의 중의적 표어)라는 기치 아래 모여 부른 노래가 담겼는데, 앨범 자체로는 좋은 반응을 얻지 못했다.
드라마의 제작 중단으로 닥터후는 18개월간의 공백기를 맞이하기에 이르렀다. 다음 시즌으로 방영될 예정이었던 시즌 23은 이미 각본 초안이 작성되었으며 최소 한 편 이상은 출연진과 제작진에게 배포됐던 정황이 확인된다. 시즌 23은 여러 가지 요인으로 인한 어려움 속에 1986년 가을부터 방영되었다. 에피소드의 길이는 25분으로 돌아갔으나 그 수는 이전 시즌의 절반을 조금 넘는 수준인 14편으로 단축되었다. 18개월간의 방송 공백기 동안 ITV의 A특공대가 여전히 경쟁 프로그램으로 남아 있었기에, ITV로 넘어간 기존의 시청자들을 되찾는 것은 어려운 실정이었다. 분위기 타파를 모색하던 사워드와 네이선터너는 〈The Trial of a Time Lord〉 (타임 로드의 재판)이란 제목을 통해 한 시즌을 하나의 통일된 이야기로 꾸미는 야심찬 결정을 내렸으나, 복잡한 스토리로 인해 작가와 시청자 모두 혼란에 빠지면서, 해당 시즌은 400만~500만 명 수준의 처참한 성적표를 받아들이게 되었다.
외부적 영향, 저조한 성적 뿐만 아니라 제작진 내부에서도 문제가 불거졌다. 1984년 비정기 각본 담당으로 복귀한 로버트 홈스는 최종회 방송에도 이르기 전에 세상을 떠나고 말았다. 게다가 사워드와 네이선터너 간에 불화가 불거졌고, 사워드가 BBC를 퇴사하면서 네이선터너는 비공식 스크립트에디터로서 각본 총괄 일까지 떠맡게 되었다. 이러한 상황에도 불구하고 마이클 그레이드는 드라마 방송 재개에 동의하였다. 그리고 방영 시간대를 토요일 밤에서 다시 주중 시간대로 이전, 시즌 구성을 14편 (각 25분)으로 재개편하였다. 다만 콜린 베이커의 연기에는 매료되지 못했다며 새로운 닥터 배우를 찾으라는 지시를 내렸다. 네이선터너는 BBC 경영진 측에 콜린 베이커가 3년간의 출연 계약을 이행하기로 한 것과 배치된다고 간청하였으나 결정을 굽히지 못했고, 콜린 베이커는 사실상 1년 반, 1.5시즌만 마친 상황에서 닥터 역에서 강제로 물러나게 되었다.

### 7대 닥터 (1987년~1989년)

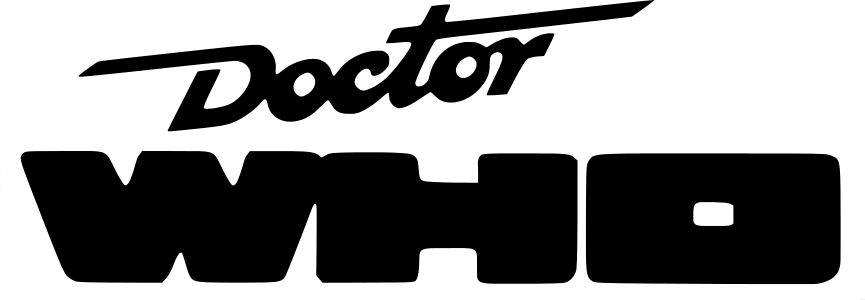
1987년 리뉴얼된 닥터 후 로고

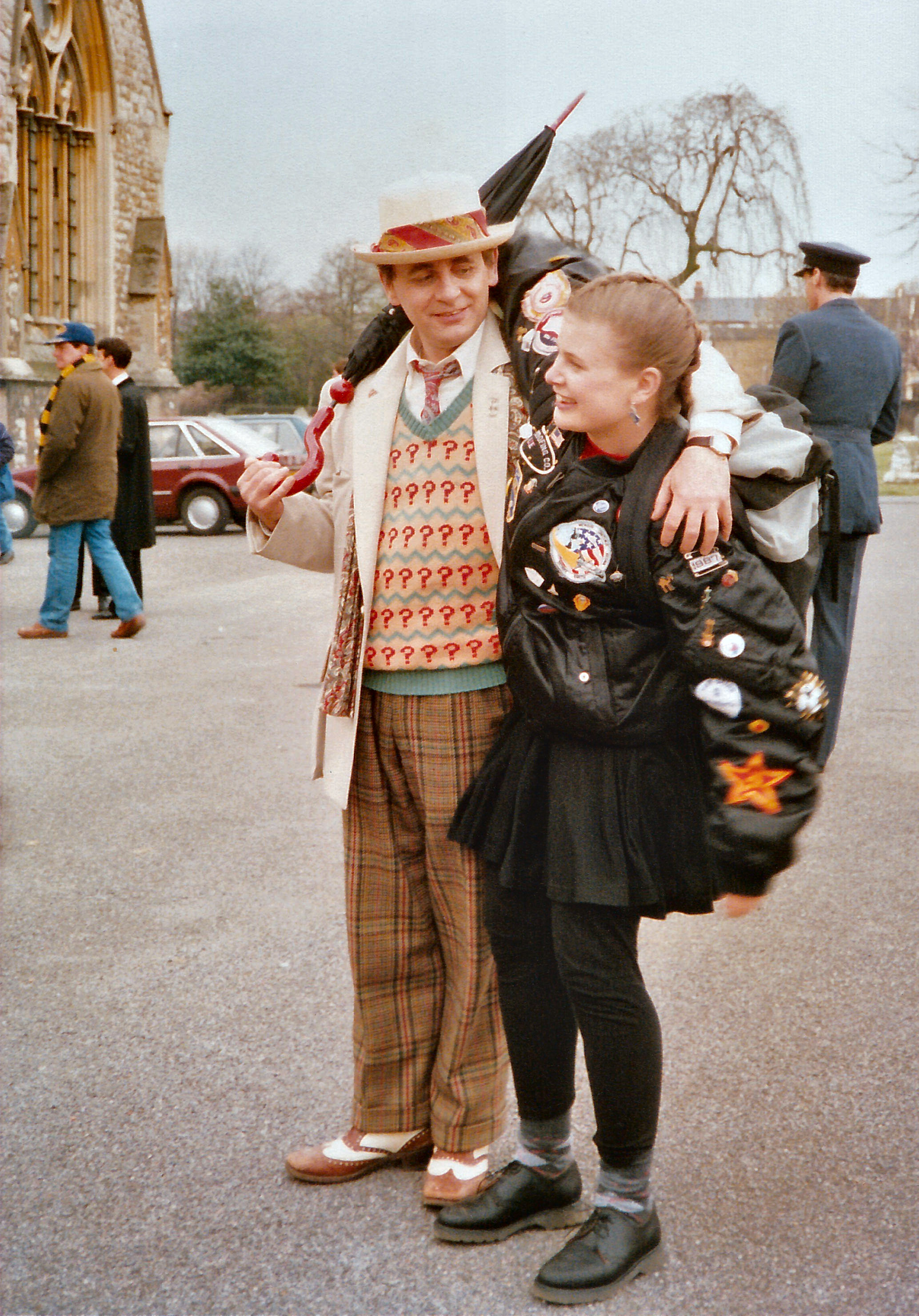
1988년 8대 닥터 역의 실베스터 매코이와 에이스 역의 소피 올드레드

콜린 베이커의 하차와 함께 네이선터너 역시 결국 드라마를 떠나기로 마음먹었으나, 후임 프로듀서를 맡아줄 사람이 전무한 상황이었기에 잔류하라는 지시를 받았다. 네이선터너는 BBC의 전속 프로듀서였기에, 지시를 받아들이지 않으려면 퇴사를 하는 것 외에는 선택의 여지가 없었다. 하차만을 바라보다 시즌 24 제작에 급히 나서게 된 네이선터너는 준비 시간이 별로 남아있지 않았으나, 우선 BBC 드라마 각본팀의 연수과정을 이끌었던 친구의 조언에 따라, 해당 연수를 마쳤으나 아직은 경험이 부족했던 앤드류 카트멜을 신임 스크립트에디터로 고용하였다. 새 닥터 배우에는 잘 알려지지 않은 스코틀랜드 출신의 코미디 배우 실베스터 매코이를 캐스팅하였다.
1987년 방영된 7대 닥터의 첫 정규 시즌, 시즌 24에서 실베스터 매코이는 자신이 그간 하던 대로 광대 끼가 가득하고 유머 넘치는 닥터를 연기하였다. 그러나 앤드류 카트멜의 영향으로 7대 닥터는 이전의 어떤 닥터보다도 어두운 인물로 발전하게 되었다. 사람들을 체스 말처럼 조종하고, 늘 자신이 털어놓는 것보다 더 어두운 게임을 하는 모습으로 바뀌었던 것이다. 시즌 24의 방영 시간대는 월요일 오후 7시 35분으로 다시 바뀌어 ITV의 유서 깊은 연속극 드라마 《코로네이션 스트리트》와 경쟁하게 되었다. 《코로네이션 스트리트》는 영국 텔레비전 역사상 가장 많은 시청자수를 끌어모은 드라마였기에 닥터후의 입지는 더욱 좁아질 수밖에 없었으며, 같은 요일 방영된 BBC 프로그램 가운데에서는 1위를 기록하는 경우가 많았다는 점에 위안삼아야 했다.
1988년 시즌 25 방영 종료와 함께 네이선터너는 다시 한번 하차 의사를 밝혔으나, 네이선터너의 후임 프로듀서로 지목됐던 《더 박스 오브 딜라이트》의 폴 스톤 (Paul Stone)이 참여를 고사하면서, 마지막으로 1년만 더 남아서 제작해 달라는 상부의 설득을 받아들였다. 네이선터너와 카트멜은 1989년 시즌 26 제작에 마지막으로 참여하였다. 시즌 26은 시청자수 300만 명 대에서 출발하여 시즌 막바지에 이르러서도 겨우 450만 명에 그치며 역대 최악의 성적을 기록하였다. 1989년 말 카트멜은 BBC의 인기 의학 드라마 《캐주얼티》의 스크립트에디터로 임명되었으며, 네이선터너 역시 약속대로 드라마 프로듀서직에서 물러났지만, 두 사람의 후임도 따로 배정되지는 않았다.
의도찮게 드라마의 몰락을 불러온 마이클 그레이드는 1987년 BBC를 퇴사하고 채널 4의 최고경영자로 임명되었다. 그러나 닥터후의 방영시간대는 코로네이션 스트리트의 경쟁 시간대에 계속해서 남아있었으며 시즌 구성도 14편 (각 25분)으로 유지되었다. 그레이드의 뒤를 이어 BBC1의 신임 총책임자로 임명된 조너선 파월은 네이선터너를 경멸 대상으로 여겼고, BBC 시리즈국장 피터 크레진은 드라마를 종영하기로 결론을 내렸다. 종영 결정은 시즌 27의 제작이 마무리된 1989년 8월 닥터후 제작진에게 최종 공지되었다.
1989년 12월 6일 방영된 〈Survival〉 편을 끝으로 닥터 후는 26년간의 여정을 마무리했다. 마지막으로 제작된 닥터 후 에피소드는 〈Ghost Light〉였으나 해당 편이 드라마의 끝을 장식하지 못하게 되자, 존 네이선터너는 〈Survival〉이 최종화가 될 가능성이 높다는 판단 하에 더 적절한 결말을 담아야겠다는 결정을 내렸고, 앤드류 카멜은 실베스터 매코이의 짤막하면서도 우울한 독백 대사를 추가하였다. 추가된 대사는 1989년 11월 23일 녹음되었는데 이날은 공교롭게도 드라마 방영 26주년 기념일이었다. 방영 당시 8대 닥터와 동행자 에이스가 더 큰 모험을 하기 위해 멀리 걸어가는 마지막 씬에 내레이션으로 추가되었다.

## 1990년대

### 취소된 시즌 27 (1990년)
드라마 정규 시즌 제작의 취소 결정이 내려질 당시, 닥터후 제작진은 1990년에 방영될 시즌 27의 기획에 나서고 있었다. 이 같은 사실은 1997년 8월 닥터 후 매거진 제205호에 실린 데이브 오웬 (Dave Owen)의 기사를 통해 밝혀졌다. 데이브 오웬에 따르면 시즌 27은 7대 닥터와 에이스의 마지막 시즌으로, 에이스가 갈리프레이의 타임로드 학교에 진학하고, 고양이 도둑이 새 동행자로 소개될 예정이었다. 실베스터 매코이의 후임 배우로는 리처드 그리피스와 이언 리처드슨이 후보군에 올랐던 것으로 알려졌다.
페이퍼 플랜으로만 알려졌던 시즌 27은 2009년 11월 12일 빅 피니시 프로덕션을 통해 오디오 드라마로 각색되면서 세상에 빛을 보게 되었다. 여기에는 7대 닥터 역의 실베스터 매코이와 에이스 역의 소피 올레드는 물론 닥터의 새 동행자로 소개되는 레이니 크리비 역의 베스 찰머스가 출연하였다. 각본에는 마크 플랫이 <Thin Ice> 편을 맡고, 스크립트에디터 앤드류 카트멜이 <Crime of the Century>, <Animal>, <Earth Aid> (벤 아로노비치와 공동 집필) 등을 맡았다.

### TV 방영을 넘어서
1989년 드라마 종영 이후로도 닥터후를 원작으로 삼은 다양한 작품들이 BBC의 허가를 받고 제작되었다. 우선 드라마 전용 잡지였던 닥터 후 매거진은 오랫동안 이어온 만화 연재를 계속 이어나갔고 자체 창작물도 출판해 나갔는데, 처음에는 7대 닥터와 에이스의 이야기를 계속하였고 다른 동료와 닥터가 등장하는 식이었다. 버진 퍼블리싱은 《The New Adventures of Doctor Who》 (약칭 NAs)라는 문고판 시리즈를 기획해 1991년부터 1997년까지 출간하였다. 이 시리즈에서도 7대 닥터의 모험을 계속 다루고 있으며, TV 시리즈 후반기에 소개됐던 주제와 소재들을 더욱 탐구하고 발전시켜 나갔다. NAs 시리즈에 참여한 작가에는 올드 시즌 뿐만 아니라 훗날 뉴 시즌의 작가들도 있었는데 러셀 T 데이비스, 폴 코넬, 마크 게이티스, 개러스 로버츠가 그들이다. NAs 시리즈에서는 버니스 서머필드 등의 자체 동행자 캐릭터도 소개하였으며, 후반대에 들어서서는 집필진들이 닥터를 재생성시키는 것을 고려하기도 하였으나, 마스터가 대신 재생성해 등장하는 것으로 대체되었다. NAs 시리즈의 성공으로 버진 사는 이전 닥터와 동행자들을 주인공으로 내세운 《The Missing Adventures》라는 또다른 시리즈와 더불어 단편집 몇 편도 추가로 출시하였다.
1996년 하술할 TV 영화의 방영으로 8대 닥터가 소개되자, 만화판과 문고판에 등장하는 닥터도 7대 닥터에서 8대 닥터로 바뀌게 되었다. BBC 북스는 1997년 오리지널 소설 출판권을 회수하여 《Eighth Doctor Adventures》와 《Past Doctor Adventures》라는 두가지 시리즈와 기타 단편집들을 2005년까지 출시하였다. 비슷한 시기 빅 피니시 프로덕션은 NAs 시리즈의 일부에서 닥터를 뺀 채 오디오 드라마로 각색하여 내놓기도 하였다. 그러는 한편으로 BBC로부터 닥터와 동행자가 등장하는 오리지널 오디오극 제작 라이선스를 확보하였고, 마침내 TV 드라마와 스핀오프에 나오는 인물과 괴물들을 주인공으로 한 오디오극을 제작하기에 이른다. 빅 피니시는 단편집 역시 여러 편 제작하였으며, 문고판 시리즈의 작가들 뿐만 아니라 롭 셰어맨 등의 신인 작가들도 끌어모았다. 훗날 뉴 시즌의 닥터가 되는 데이비드 테넌트도 당시 오디오극에 출연한 배우 중 한 명이었다.
7대 닥터 시절 공동 주연을 맡았던 소피 올드레드가 다큐멘터리 〈More Than 30 Years in the TARDIS〉에서 드라마가 종영됐다고 확실히 밝힐 정도로, BBC 측의 실질적인 의도와 목적은 드라마의 종영이었으나, 정작 BBC는 드라마가 단순히 "휴방기" (on hiatus)일 뿐이며 나중에 방영을 재개할 것이라는 입장을 고수하였다. 드라마 방영 30주년을 맞이하던 1993년에는 〈The Dark Dimension〉이라는 프로젝트가 기획되었으나 취소되었고, 연속극 《이스트엔더스》와의 크로스오버 형식으로 역대 닥터와 동행자들이 출연하는 〈Dimensions in Time〉가 대신 제작되었는데 이 에피소드의 프로듀서로 네이선터너도 오랜만에 복귀하였다.

### 8대 닥터 (1996년)와 TV 영화

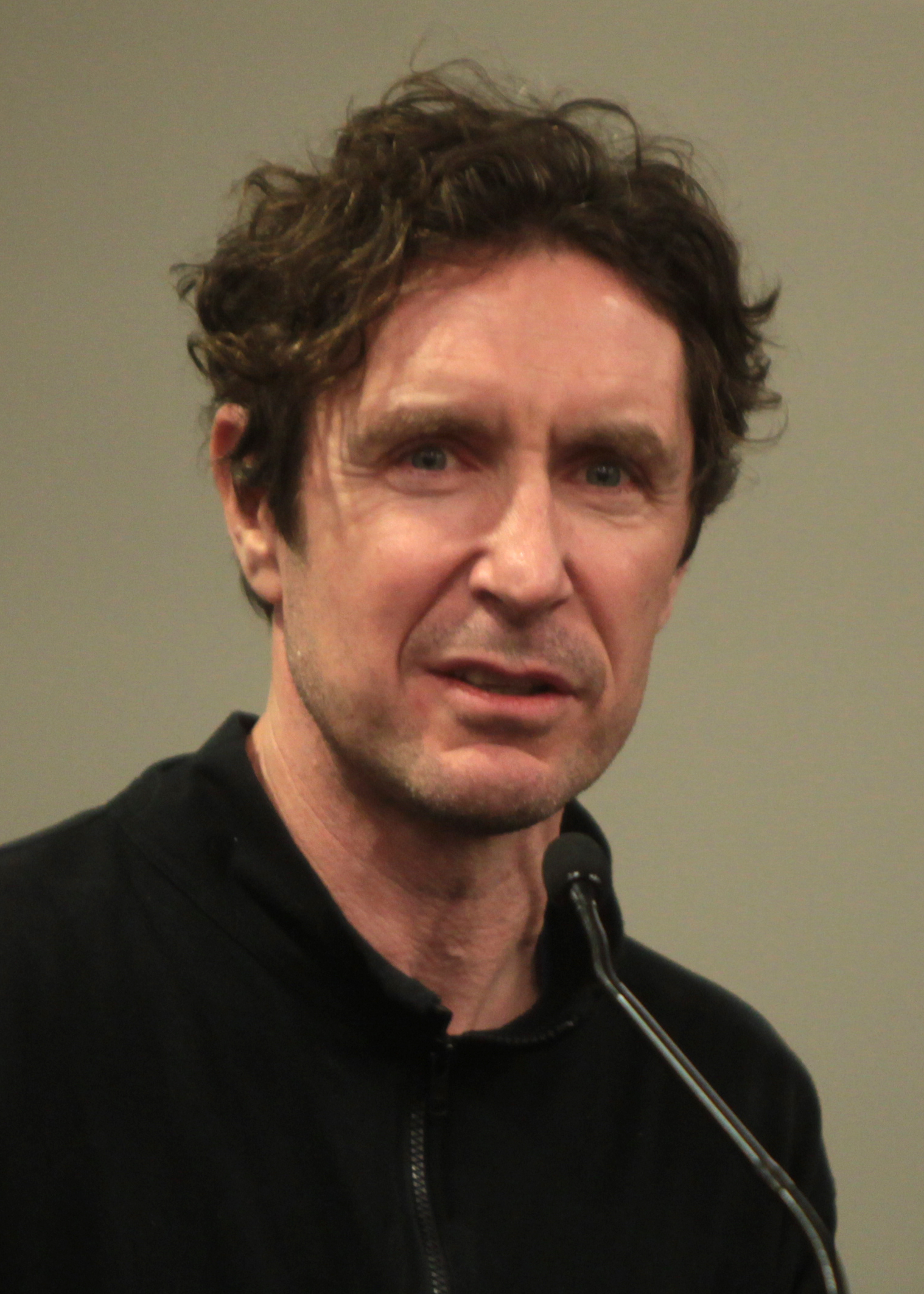
8대 닥터 역으로서 1996년 TV 영화에 출연한 폴 맥갠

드라마의 귀환을 약속한 BBC의 공언은 실질적인 노력으로 이어졌다. 자체 제작은 중단되었어도 외부 제작사를 통해 드라마 방영을 재개할 방안을 모색하였던 것이다. 그 첫번째 사례는 아직 시즌 26이 한창 방영되고 있던 1989년 7월, 미국 컬럼비아 픽처스의 TV부에서 근무하던 필립 시걸에 의해서였다. 필립 시걸의 제작 협상은 수년간 이어졌으며, 컬럼비아 픽처스를 떠나 스티븐 스필버그의 앰블린 엔터테인먼트로, 이후 유니버셜 스튜디오로 이직하면서도 논의가 계속되었다. 앰블린 엔터테인먼트에 머물던 1994년에는 미국 방송사 CBS가 연중 시간대의 대체 프로그램으로서 닥터후 제작에 흥미를 보였으나 결국 수포로 돌아가고 말았다.
이후 유니버셜에 재직하던 필립 시걸은 마침내 폭스 네트워크의 관심을 끌어내기에 이른다. 폭스 네트워크의 텔레비전 영화 제작을 담당하는 영국인 부사장 트레버 윌튼이 닥터후라는 드라마에 친숙했다는 점이 결정적 계기로 작용했다. 월튼은 드라마 기획 권한은 없었지만, 드라마 부활을 위한 파일럿 에피소드로서 일회성 TV 영화는 기획할 수 있었다. 영화의 제목은 간단하게 《닥터 후》 (Doctor Who)로 결정되었는데, 필립 시걸은 오리지널 드라마와의 구분을 위해 '내부의 적' (Enemy Within)이란 부제를 붙일 것을 제안하였다. 이 작품의 제목과 관련해 닥터후 팬덤 내에서는 여러 의견으로 갈리지만 대체로는 '텔레비전 영화' (television movie), 줄여서 'TVM'으로 칭하고 있다.
당초 기획안에서는 기존 영국판 닥터 후와는 관계없는, 완전히 새로운 미국판 드라마를 만든다는 계획이 담겼다. 이전에도 영국의 《스텝토 앤드 손》을 통으로 리메이크한 《샌포드 앤드 손》, 《틸 데스 어스 두 파트》를 리메이크한 《올 인 더 패밀리》의 사례가 있었다. 이를 위해 필립 시걸은 존 리클리와 뒷배경 설정을 새로 집필하였는데, 이를 본 트레버 윌튼은 이야기가 너무 복잡해서 더 간단화했으면 좋겠다는 판단 하에, 1995년 신임 각본가로 제작진에 합류한 매튜 제이컵스를 설득하였다. 이에 매튜 제이컵스는 필립 시걸에게 BBC 드라마로부터 직접적으로 이어지는 영화가 되어야 한다고 제안하였다. 시걸이 이에 동의하면서, 닥터 후 TV 영화판은 미국에서 리메이크한 영국 드라마 가운데 최초로 직접적인 연관성을 띄는 작품으로 남게 되었다.
이로서 영화 초반에는 7대 닥터 역의 실베스터 매코이가 잠깐 등장하여, 폴 맥갠이 연기하는 8대 닥터로 재생성하는 연출이 담겼다. 폴 맥갠은 필립 시걸이 닥터 배우로 처음 지목한 캐스팅 대상이었으나 배우 본인과 폭스 네트워크 측 모두 처음에는 오히려 관심이 없었다고 한다. 필립 시걸은 훗날 인터뷰에서 영화 제작에 참여한 BBC 총괄프로듀서 조 라이트 (Jo Wright)가 영화에 등장하는 '이전 닥터' 역에 톰 베이커를 출연시킬 것을 원했는데, 톰 베이커의 4대 닥터는 영국 시청자들에게 확실히 닥터로 인식된 데 반해 실베스터 매코이가 출연한 7대 닥터 시기는 인기가 없었다는 것이 그 이유였으나, 톰 베이커를 캐스팅하는 방안은 드라마의 연속성에 배치될 것이라고 설명하자 뜻을 굽혔다고 밝혔다. 필립 시걸은 닥터 후 테마곡을 유지하는 것에도 힘썼는데, 작곡가 존 데브니는 새 곡을 작곡하는 쪽을 희망하였으나 끝내는 론 그레이너의 오리지널 테마곡을 어레인지하는 쪽으로 설득시켰다고 한다. 테마곡 외에도 영화의 로고를 1970년~1973년 존 퍼트위의 3대 닥터 시절에 사용하던 로고로 채택한 것도 오리지널 드라마와의 연계 요소 중 하나였다. 이 로고는 영화 공개 이후에도 공식 브랜드 로고로 사용되었으며, 2004년 뉴 시즌 도래와 함께 교체되었으나 닥터후 올드 시즌 관련 상품에 한해서는 2018년까지 쓰이기도 했다.
닥터후 TV 영화는 캐나다 밴쿠버에서 주로 촬영되었으며, 1996년 5월 14일 미국의 폭스 네트워크를 통해 처음 전파를 탔다. 그로부터 13일 후인 5월 27일에는 영국 BBC One에서도 방영되었다. 미국에서는 시청자수 총 550만 명이라는 부진한 성적을 기록한 반면, 영국에서는 900만 명이 시청하고 그 주에 방영된 프로그램 최고 시청률 10위에 오르면서 훨씬 더 좋은 성공을 거두었다. 영화 자체는 엇갈린 평을 받았으나, 폴 맥갠이 연기한 8대 닥터는 소년 같은 활기와 우주를 바라보는 경이로움을 내비치는 성격으로 묘사되면서 팬덤으로부터 호평을 받았다. 다만 영국에서의 성공과 인기에도 불구하고 정작 미국 내에서는 저조한 성적표를 받아들면서 폭스 네트워크는 정규 드라마 제작 계획을 철회하게 되었다. 폭스의 프로젝트 철수로 미국 내 방송국 확보가 무산되자, 유니버셜 역시 BBC 단독 방송용으로 드라마를 제작하기에는 어려운 입장이 되었다. BBC 입장에서도 누가 될지 모를 파트너 제작사에 돈을 더 쏟아붓기보다, 혼자서 새 드라마를 제작하는 쪽이 예산 절약 면에서 더 이득이었다. 결국 미국판 드라마 제작 계획은 폐기되었고, 1990년대가 끝나가도록 새로운 제작 방안은 없을 것으로 전망됐다.

### BBC의 판권 회수
1996년 TV 영화 방영 이후 유니버셜은 닥터후의 새 작품 제작 권한을 일부 보유하고 있었으나, 그것을 방영할 방송 채널이 전무한 상황이었기에 결국 제작 판권이 만료되었다. 이렇게 1997년 BBC는 닥터 후의 제작 권한을 온전히 회수하게 되었다.
이후 BBC의 닥터후 관련 영상화 소식은 거의 들리지 않게 되었으나, 1998년 닥터후의 부활을 열망하던 프로듀서 맬 영이 BBC의 신임 연속드라마 시리즈 국장으로 임명, 사내 프로덕션부에 합류함으로서 새로운 전환기를 맞이하게 되었다. 맬 영은 BBC One 총책임자 피터 새먼과 드라마 부활 추진 방안에 대해 논의하기 시작하였다. 프로덕션부의 프로듀서로 재직중이던 그라나다 텔레비전 출신의 토니 우드 (Tony Wood)는 닥터후에 열정이 있는 사람을 찾는다는 말에 옛 동료작가였던 러셀 T 데이비스를 떠올리고, 맬 영에게 "새 드라마의 훌륭한 작가가 될 수 있는 사람"으로 추천하였다. 당시 데이비스는 그라나다 채널의 드라마 《더 그랜드》 (The Grand)와 ITV 계열 드라마 《터칭 이블》의 각본 담당으로 알려져 있었고, 그 이전에는 BBC에서 어린이용 SF 연속극 《센추리 폴즈》와 《다크 시즌》의 제작한 경력이 있었다. 후자의 경우 닥터 후로부터 영향을 받은 여러 가지 주제가 담긴 작품이기도 했다.
맬 영은 기획프로듀서 패트릭 스펜스 (Patrick Spence)를 통해 러셀과 만남을 가졌다. 이듬해 1999년 러셀이 프로듀서를 맡은 채널 4 드라마 《퀴어 애즈 포크》가 높은 시청률을 기록함과 동시에 평론가들의 극찬을 받자, 패트릭 스펜스와 러셀 T 데이비스와의 만남도 언론의 관심을 모았다. 여러 소식통에 따르면 추후 새 시리즈가 제작될 것이며 '닥터 후 2000' (Doctor Who 2000)이라는 가제도 붙여졌다는 보도가 줄을 이었으나 실제로는 거의 진전을 이루지 못했는데, 이는 BBC 월드와이드 측에서 피터 새먼에게 닥터후의 새 영화화 제작을 위해 기존 계획을 백지화할 것이라고 알려왔기 때문이었다. 이에 따라 TV 부활 시리즈 계획은 당분간 보류되었고 2000년에는 새먼이 BBC One 총책임자에서 물러나면서 드라마화 가능성이 훨씬 줄어들 것으로 전망됐다.

## 2000년대

### 방영 40주년
하지만 새먼의 후임으로 임명된 로레인 헤제시는 닥터후의 부활에 똑같이 큰 기대를 걸고 있음을 내비쳤다. 특히 언론과의 인터뷰에서 제작을 추진하고 싶은데 판권 문제로 가로막혀 있다며 아쉬움을 표했다. 이와 비슷하게 BBC 드라마 총괄국장을 맡고있는 제인 트렌터도 비슷한 긍정론을 내놓았다. 헤제시가 BBC One의 책임자로 임명된 이래 닥터후 새 시리즈의 기획안이 몇가지 제출되었는데, 우선 2001년 BBCi 웹사이트용으로 제작된 공식 오디오 드라마 〈Death Comes to Time〉을 프로듀싱한 댄 프리드맨의 기획안이 세간의 이목을 끌었다. 또 하나로 2002년에는 배우이자 작가로 활동하는 마크 게이티스가 작가 개러스 로버츠, 닥터 후 매거진 편집장 클레이턴 히크맨과 공동 집필한 기획안이 헤제시 측에 전달되었다.
한편 BBC의 인터랙티브 미디어부인 BBCi는 앞서 언급한 〈Death Comes to Time〉을 비롯, 2002년 〈Real Time〉, 2003년 〈Shada〉 리메이크 등 자체적인 닥터후 웹캐스트 제작으로 성공을 거두고 있었다. 이에 따라 다가오는 드라마 방영 40주년을 기념해 더 야심찬 프로젝트를 기획하고 있었고, 그 결과 2003년 7월 BBC는 리처드 E. 그랜트가 닥터로 출연하고 데릭 자코비가 마스터로 출연하는 웹캐스트 애니메이션 《샬카의 비명》의 제작을 발표하기에 이른다. 이 작품은 새 드라마 시리즈 제작에 관한 구체적인 계획이 없던 차에 BBC로부터 드라마의 공식 후속작으로 발표되었고, 리처드 E. 그랜트의 닥터 역시 9대 닥터로 공식 발표되었다.
《샬카의 비명》은 드라마 방영 40주년을 맞이하는 2003년 11월 웹으로 공개되어 많은 관심을 받았으나, 그에 앞서 2003년 9월 닥터 후의 정규 시즌 부활이 확정되면서 후속작을 내는 것에 대해 의문의 여지가 생기게 되었다. 2004년 2월 《샬카의 비명》의 후속작 계획이 무기한 보류된다는 소식이 발표되었다. 다만 같은해 4월에는 이른바 '샬카 닥터'가 등장하는 "The Feast of the Stone" (돌의 잔치)라는 이름의 단편이 BBC 웹사이트를 통해 공개되었으며, 배우 리처드 E. 그랜트로서는 이것이 닥터로 출연한 마지막 작품이 되었다.

### 9대 닥터 (2005년)

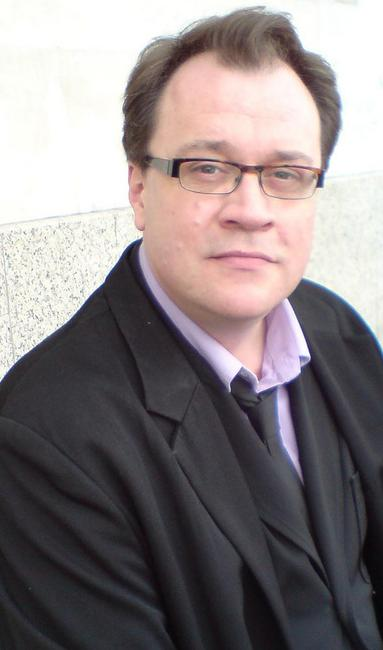
2005년 뉴 시즌을 이끌게 된 러셀 T 데이비스

2003년 9월, 헤제시는 휴방된 지 이미 수년이 흘렀고 영화 제작도 실현될 기미를 보이지 않는 만큼, BBC 텔레비전에서 새 시리즈를 만들어야 한다는 끈질긴 설득으로 BBC 월드와이드 측으로부터 제작허가를 받아내기에 이른다. 트렌터와 헤제시는 다른 프로듀서 후보 제의에도 불구하고 다시 한번 데이비스를 찾아가기로 결정했다. 데이비스도 BBC에서 다른 프로젝트 제작 건으로 연락할 때 닥터후 새 시리즈가 아닌 이상 돌아가지 않겠다고 답했던 만큼, 두 사람의 제의를 곧바로 수락하였다. 2003년 9월 26일, 마침내 닥터 후가 부활한다는 소식이 공식적으로 발표됐다. 2004년부터 BBC 웨일스에서 제작하여 2005년 BBC One에서 방영될 예정이라는 소식이었다.
러셀 T 데이비스는 수석작가이자 총괄 프로듀서로서 드라마를 이끌게 되고, 다른 작가로 마크 게이티스, 스티븐 모펏, 폴 코넬, 롭 셰어맨이 섭외됐다. 프로듀서로는 필 콜린슨이, 공동 총괄프로듀서로는 맬 영과 BBC 웨일스 드라마국장 줄리 가드너가 임명됐다. 다만 맬 영은 제작이 한창이던 2004년 말 BBC를 떠나면서 드라마 제작에서도 하차하였다. 새 테마곡의 작곡담당은 머리 골드가 맡기로 하였다. 한편 드라마의 제작을 기존의 런던이 아닌 웨일스 카디프에서 진행하기로 결정된 데 대해 줄리 가드너는 복합적인 요인의 결과라고 밝혔다. 우선 줄리 가드너와 러셀 T 데이비스 본인들이 웨일스 출신으로서 BBC 드라마 《카사노바》에서 호흡을 맞춘 바 있었고, BBC 측에서도 더 많은 프로그램이 런던에서 벗어나 제작되기를 바랐을 뿐만 아니라, 촬영 장소로 따져봐도 런던보다 웨일스가 훨씬 다양하는 이유에서였다.
데이비스는 올드 시즌의 마지막 시즌이었던 시즌 26에서 넘버링을 잇지 않고 '시리즈 1'로 처음부터 다시 시작하기로 결정했다. 새 시리즈의 구성은 45분 분량의 13개 에피소드였으며, 첫번째 에피소드의 제목은 닥터의 새 동행자 로즈 타일러의 이름을 따온 "Rose"였다. 올드 시즌이 주로 여러 화로 구성된 하나의 이야기, 즉 시리얼 방식을 취했던 것과는 달리, 뉴 시즌에서는 한 화당 하나의 이야기, 또는 2부작으로 구성된 에피소드 방식을 취하도록 했다.
뉴 시즌의 첫번째 닥터가 될 9대 닥터에는 영화와 드라마에서 활동했던 맨체스터 출신의 배우 크리스토퍼 에클스턴이 캐스팅됐다.  러셀 T 데이비스는 뉴 시즌의 시작과 관련해 이전 닥터의 재생성을 보여주기보다는 새 닥터와 함께 시작하기로 결정했는데, 한 인물과 시작했다가 시청자들이 감정이입하기도 전에 바꿔버리는 것은 '정신나간 짓'이라고 생각해서였다. 한편으론 뉴 시즌이 "새로운 프로그램"으로 접해지길 바랐던 러셀의 의도와도 일맥상통했다. 에클스턴의 캐릭터는 이전 닥터들보다 더 현실적인 성격으로, 여전히 재미와 유머를 가지고 있긴 하지만 '쓸데없는 건 다 버렸다'는 것이 러셀의 해설이었다.

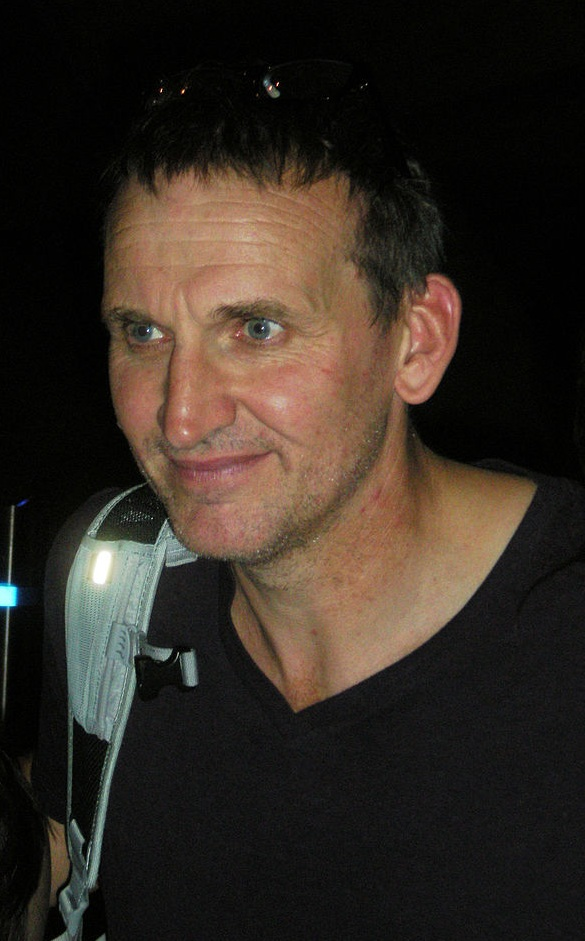
9대 닥터 역의 크리스토퍼 에클스턴

첫번째 시즌의 촬영은 2004년 7월 8일 웨일스 카디프에서 시작되었다. 새 로고와 예고편 공개, 인터넷 사전 유출 해프닝에 이어 2005년 3월 26일 오후 7시, BBC One에서 뉴 시즌의 첫번째 에피소드인 "Rose"가 전파를 타면서 닥터후는 15년간의 휴방을 끝내고 비로소 부활하게 되었다. BBC 웨일스는 드라마 본편과 더불어 매주 방송이 끝난 직후 BBC Three에서 방송되는 13부작 비하인드 씬 다큐멘터리 시리즈인 《닥터 후 컨피덴셜》도 기획 제작하였다. "Rose"의 밤사이 평균 시청률은 990만 명을, 순간 최고 시청자수는 1050만 명을 기록하였다. 비디오 녹화분 시청자를 합산한 최종 시청자수는 1081만 명으로 기록되어, 그 주 BBC One 방영 프로그램 가운데 3위, 전 채널 프로그램 가운데 7위를 차지했다. 첫방송이 큰 성공을 거두자, 3월 30일 BBC 드라마국장 제인 트렌터는 2005년 12월 크리스마스 스페셜과 2006년 시즌 2가 제작될 것이라는 소식을 전격 발표하였다.
2005년 방영된 시즌 1은 평론가들과 시청자 모두에게 호평받은 시즌으로 기록됐다. 2005년 TV 초이스/TV 퀵 어워드 배우상 부문에 주연 크리스토퍼 에클스턴이 지명되어 수상의 영예를 안았으며, 작품상 부문에도 닥터 후가 후보로 올랐다. 2005년 10월 25일에는 내셔널 텔레비전 어워드에서 전 부문을 수상하였으며, 이듬해 5월 영국 아카데미상 드라마상을 비롯한 2개 부문에서도 수상하였다. 2004년 4월 6대 닥터 시절 공백기를 주도했던 마이클 그레이드가 BBC 이사회 의장으로 복귀하였는데, 닥터후의 새 시리즈에 관해서는 무관심한 것으로 알려졌으나, 시즌 1이 성공리에 방영을 마친 2005년 6월 BBC 사무총장 마크 톰슨에게 드라마의 인기를 인정하는 이메일을 보냈다.
시즌 2 제작 소식이 발표된 지 머지않아 타블로이드지 더 선과 데일리 익스프레스에서는 크리스토퍼 에클스턴이 닥터 역에서 하차한다는 소식을 전격 보도하였다. 그로부터 머지않아 BBC는 공식 성명을 통해, 에클스턴이 자신의 배역이 굳어지는 것을 우려해 크리스마스 스페셜에 앞서 하차한다는 소식을 확인했다. 닥터후 팬덤에서 인기 있는 포럼인 아웃포스트 갈리프레이에서는 에클스턴의 갑작스러운 하차 소식으로 인한 분노의 게시글이 쇄도하면서, 웹사이트 운영자 숀 리온이 상황 진정을 위해 이틀간 홈페이지를 폐쇄하기도 했다.
에클스턴의 하차가 하루이틀만에 결론날 일은 아니었을 만큼, 제작진이 에클스턴의 하차 의사를 얼마나 오랫동안 알고 있었는지에 관한 추측이 이어졌고, 결국 처음부터 하차가 예정되어 있었으며, 에클스턴의 결정을 수용하기 위해 각본도 그에 맞춰 작성됐다는 사실이 밝혀졌다. 여기에 BBC 측에서 시즌 1 방영이 끝나기 전까지는 하차 소식을 비공개할 것을 에클스턴과 합의했던 사실이 밝혀졌다. BBC 측은 하차 소식을 발표한 성명을 에클스턴의 뜻에 따른 것으로 거짓 발표하였으며, 하차 소식을 공개적으로 밝히지 않기로 한 이전의 합의를 위반했다고 해명했다. 타블로이드의 보도 이후 BBC 언론국에 기자들의 문의가 이어지자 정보 공개가 섣불리 이뤄졌던 것이다.
하차 당시 에클스턴이 밝힌 사유는 이미지가 굳어지는 것이 싫다는 것이었으나, 이후 인터뷰를 통해 제작 도중의 불합리한 상황, 혹은 제작진과의 갈등이 극심했던 것이 진짜 사유라고 밝혔다. 2010년 이브닝 스탠더드와의 인터뷰에서 처음으로 "내가 잘못했다 생각했던 것에 눈이 멀어야 했다"고 털어놓은 에클스턴은 2018년 라디오 타임스와의 인터뷰를 통해 "쇼러너, 프로듀서, 공동프로듀서의 직속상관 세 명과의 관계"를 거론하며 "첫번째 촬영 일정에서 돌이킬 수 없을 정도로 망가졌고 신뢰를 잃었다"고 밝혔다.

### 10대 닥터 (2006년~2010년)

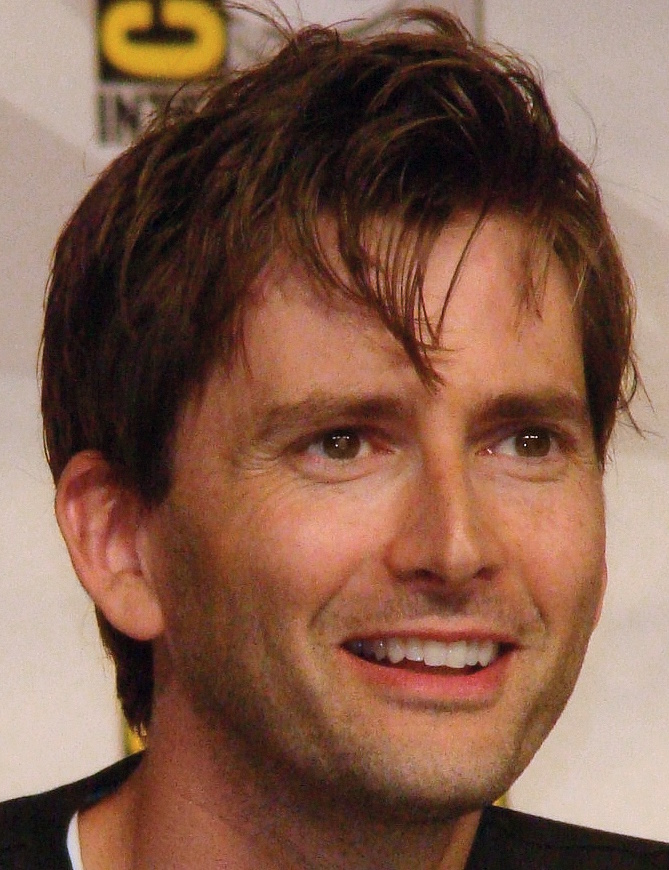
10대 닥터 역의 데이비드 테넌트

에클스턴의 하차 소식이 발표되고 보름이 넘은 2005년 4월 16일, BBC는 데이비드 테넌트를 10대 닥터 역에 캐스팅했다고 밝혔다. 데이비드 테넌트는 시즌 1 마지막화 "The Parting of the Ways" 편을 통해 닥터로 처음 데뷔하였다. 데이비드 테넌트와 빌리 파이퍼는 이후 칠드런 인 니드 행사를 계기로 최종화와 직접적으로 이어지는 줄거리를 담은 7분 분량의 미니에피소드에 출연하였다. 데이비드 테넌트의 본격적인 데뷔 에피소드는 2005년 크리스마스 스페셜로 방영된 "The Christmas Invasion"이었다.
데이비드 테넌트의 10대 닥터는 마크 게이티스의 표현을 빌리면 '역대 닥터와 비교했을 때 몹시 인간적인 닥터'로 그려졌다. 닥터 후 팬덤 내에서 10대 닥터는 4대 닥터와 더불어 가장 인기 있는 닥터로 등극하였으며, 각종 인기 투표에서 1위를 차지했을 뿐만 아니라, 평론가들 사이에서도 10대 닥터가 지니고 있는 복합적인 성격과 인간적인 모습을 두고 역대 최고의 닥터 중 하나로 평가되기도 했다. 그 영향력은 2010년 BBC가 데이비드 테넌트의 하차와 함께 드라마를 종영시킬 것을 고려했을 정도였다.
크리스마스 스페셜에 이어 이듬해 2006년 5월 방영된 시즌 2는 데이비드 테넌트의 첫 정규 시즌이자, 작중 닥터의 동행자 로즈 타일러 역으로 나오는 빌리 파이퍼가 마지막으로 출연하고 하차한 시즌이 되었다. 드라마 본편의 성공에 힘입어 여러 미니에피소드와 스핀오프 드라마들도 이때부터 기획 제작되기 시작하였는데, 시즌 1의 조연으로 등장하는 캡틴 잭 하크니스와 시즌 2의 주요 소재인 토치우드 기관을 자체 스토리 소재로 삼은 성인용 스핀오프 드라마 토치우드가 2006년 10월부터 방영에 들어갔으며, 시즌 2에 깜짝 출연한 엘리자베스 슬레이든 주연의 어린이 드라마 사라 제인 어드벤처도 2007년 1월부터 방영을 개시하였다. 여기에 2005년 크리스마스 스페셜과 함께 서비스된 시청자 참여형 에피소드 "Attack of the Graske", 시즌 본편의 트레일러에 해당되는 타디소드 시리즈, 어린이 프로그램 토털리 닥터 후도 방영되었다.
2005년 6월 15일 BAFTA 시상식에서 시즌 1 최종화의 상영회에서 제인 트렌터는 두번째 연말 스페셜 에피소드 ("The Runaway Bride")와 시즌 3의 제작을 발표하였다.  2007년 3월 31일 방영을 시작한 시즌 3에서는 새로운 동행자 마사 존스 역의 프리마 아저먼이 출연하였다. 동시기 제작된 스핀오프와 미니에피소드로는 토털리 닥터 후의 코너로 방영된 애니메이션 시리즈 "The Infinite Quest", 5대 닥터가 출연하는 칠드런 인 니드 특집 에피소드 "Time Crash"가 바로 그것이다. 그해 방영된 크리스마스 스페셜 "Voyage of the Damned"에서는 오스트레일리아 태생의 인기 가수 카일리 미노그가 작중 우주관광선의 웨이트리스인 애스트리드 페스 역으로 출연하였다. 해당 에피소드의 시청자수는 총 1331만 명으로 집계되었으며 4대 닥터 시절인 1979년 〈City of Death〉이후 최고 시청률이자 뉴 시즌 역대 최고 시청률로 기록되었다.
2008년에는 시즌 4가 방영되었으며 2006년 크리스마스 스페셜에서 게스트로 등장했던 도나 노블 역의 캐서린 테이트가 주연으로 캐스팅됐다. 시즌 도중에는 시즌 3에 등장했던 마사 존스 역의 프리마 아저먼, 로즈 타일러 역의 빌리 파이퍼도 복귀하였다. 시즌 4는 평균 시청자수 804만 명을 기록하며 뉴 시즌 가운데서는 최다 시청자수를 기록한 시즌으로 남게 되었다. 드라마 본편과 더불어 2008년 7월 진행된 BBC 프롬 특집 행사인 닥터 후 프롬 행사 전용 에피소드 "Music of the Spheres"가 방영되었다.

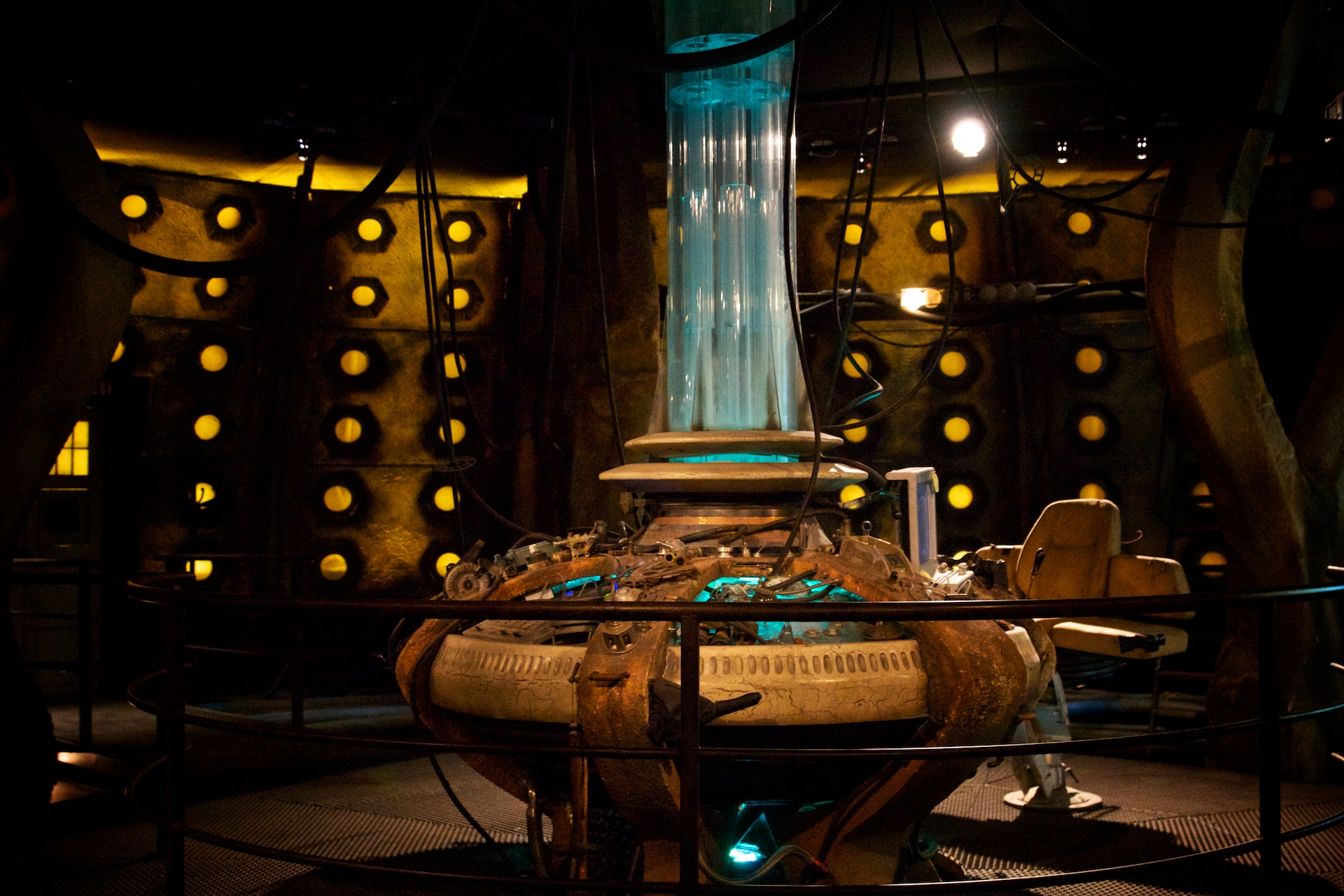
2005년부터 2010년까지 사용된 타디스 내부 세트장

시즌 4가 방영되던 2008년 5월 20일, 러셀 T 데이비스는 닥터 후의 쇼러너, 대표작가, 총괄프로듀서직에서 물러난다고 발표하였다. 러셀의 마지막 에피소드는 2010년에 방영될 전망이었다. BBC는 2009년에는 여러 사정을 감안해 정규 시즌을 제작하지 않을 것이며, 4편의 스페셜 방영으로 대체하고, 2010년에 다음 정규 시즌을 방영한다고 발표하였다. 러셀은 스페셜을 기획하게 된 것은 차기 총괄프로듀서와 제작진이 다음 시즌을 위한 제작 준비 기간을 충분히 확보하기 위한 배려였다고 밝히고 있다. 제작진의 하차 소식에 주연인 데이비드 테넌트도 2008년 10월 28일 내셔널 텔레비전 어워드 드라마연기상 수상 소감을 통해 시즌 5에는 출연하지 않을 것이며 이어지는 스페셜이 마지막이 될 것이라고 밝혔다.
2008년 크리스마스 스페셜 "The Next Doctor"를 시작으로 출발한 스페셜 시즌은 부활절 스페셜 "Planet of the Dead", 단편 애니메이션 시리즈 <Dreamland>, 가을 스페셜 "The Waters of Mars"를 거쳐 크리스마스와 연말 스페셜로 방영된 "The End of Time"으로 마무리되었다. 스페셜 시즌의 평균 시청자수는 1150만 명으로 집계되어, 시즌 4를 넘어 역대 최고 기록으로 남았다.